# Consulta de revocación de mandato de México de 2022
La consulta de revocación de mandato de México de 2022, oficialmente denominado Proceso de Revocación de Mandato del Presidente de la República electo para el periodo constitucional 2018-2024 —o simplemente Revocación de Mandato 2022— por el organismo electoral, se llevó a cabo el 10 de abril de 2022 y consultó a la ciudadanía sobre la conclusión anticipada del mandato de Andrés Manuel López Obrador como presidente de los Estados Unidos Mexicanos por medio de la interrogante:

¿Estás de acuerdo en que a Andrés Manuel López Obrador, Presidente de los Estados Unidos Mexicanos, se le revoque el mandato por pérdida de la confianza o siga en la Presidencia de la República hasta que termine su periodo?

Se trató de la primera consulta de revocación de mandato celebrada en el país, propuesta por el propio mandatario desde su candidatura presidencial, y solicitada por opositores y simpatizantes de su gobierno, algunos de estos últimos considerándolo, contrario a lo señalado en la ley —y con ello haciéndose merecedores de sanciones—, un proceso de «ratificación». Fue organizada por el Instituto Nacional Electoral (INE) a partir de la solicitud generada con la recolección de 2.7 millones de firmas en diecisiete estados del país, que representaban el 3 % de la lista nominal de electores, según lo establecido por la Constitución Política de los Estados Unidos Mexicanos y la Ley Federal de Revocación de Mandato. 
El instituto, que comenzó los preparativos desde agosto de 2021, acusó escasez de recursos para la organización del ejercicio e incluso impugnó el presupuesto que le aprobó la Cámara de Diputados y solicitó a la Suprema Corte de Justicia de la Nación (SCJN) que emitiera una postura. En contraste, el presidente y otras figuras gubernamentales aseguraron que el organismo sí contaba con el dinero necesario. Luego de suspender los preparativos, decisión revocada por la Comisión de Receso de la Suprema Corte y el Tribunal Electoral del Poder Judicial de la Federación (TEPJF) —que ordenaron al INE a cumplir con su obligación constitucional—, el ente electoral recibió el permiso para realizar las modificaciones convenientes e instalar el número de casillas que pudiera. 
El 4 de febrero, se aprobó la convocatoria a la consulta —con lo que dio inicio un periodo de restricción de la propaganda gubernamental—, en la que se preveía la instalación de 57 mil casillas, poco más de un tercio de las proyectadas inicialmente, y se informó de la disponibilidad de 1567.4 millones de pesos para su organización, menos de la mitad de los recursos solicitados inicialmente. La restricción de la propaganda gubernamental también enfrentó al INE y al TEPJF con diversas figuras gubernamentales, forzadas en múltiples ocasiones a retirar publicaciones e instadas a no promocionar la consulta —al ser responsabilidad exclusiva del organismo electoral— o llamar al voto por alguna de las opciones. En este sentido, el partido del gobierno —Morena— y los simpatizantes del presidente fueron de los principales promotores del plebiscito, mientras que partidos y figuras de oposición tendieron a desincentivar la participación.
La misma noche de la consulta, con un conteo rápido, el INE estimó un intervalo de participación de entre 17.0 % y 18.2 %, con amplia mayoría en favor de que continuara López Obrador en la presidencia, pero con resultados no vinculatorios al no alcanzar el 40 % requerido por la ley. Un día después, el instituto confirmó los resultados al concluir los cómputos de los sufragios —coincidentes con los intervalos reportados en el conteo rápido— que reflejaron una participación del 17.77 % y un respaldo del 91.86 % (15.1 millones) a la opción «Que siga en la Presidencia de la República».

## Antecedentes

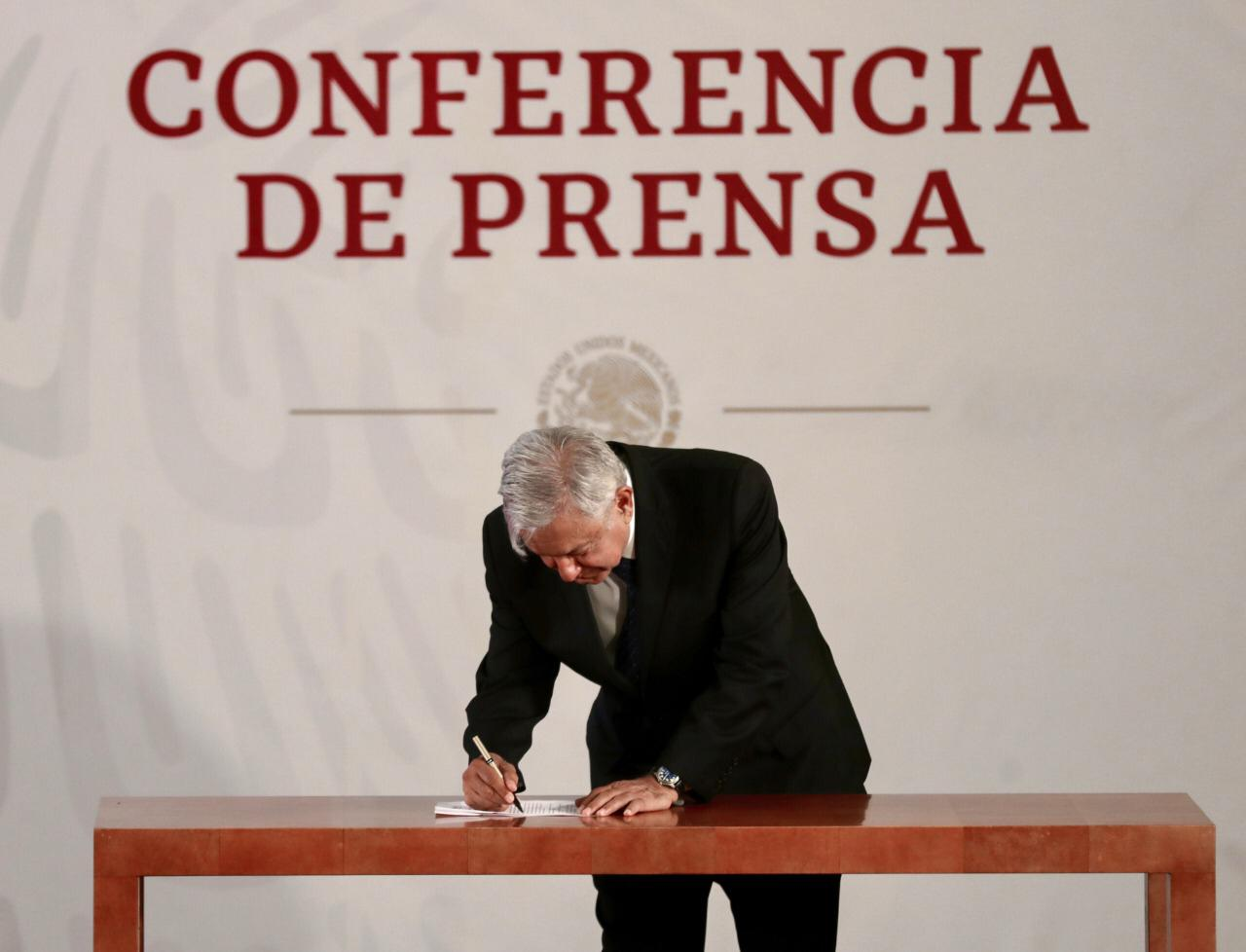
El presidente Andrés Manuel López Obrador propuso desde su candidatura presidencial someterse a una consulta de revocación de mandato en su eventual administración.

Mientras se desempeñaba como jefe de Gobierno del Distrito Federal, Andrés Manuel López Obrador se sometió a dos consultas de revocación de mandato, ambas telefónicas. El primero de esos ejercicios, en diciembre de 2002, consultó, según el propio gobernante, a 691 619 personas —10 % del padrón electoral—, con un respaldo del 95.3 % a su continuidad en el cargo. Posteriormente, en diciembre de 2004, se llevó a cabo otra consulta, con la participación de 556 727 ciudadanos —7 % del padrón electoral— y, de ellos, el 95 % se mostró a favor de que siguiera gobernando. Posteriormente, durante la campaña de las elecciones presidenciales de 2018, el político se comprometió a someterse a un proceso de ese tipo a los dos años de su eventual sexenio. Ya en ese gobierno, el 19 de marzo de 2019, firmó una carta en la que apuntaba: «en 2021, se deberá llevar a cabo una consulta para preguntar a los ciudadanos si quieren que continúe gobernando o que renuncie» y rechazaba que esa propuesta encubriera «la intención de reelegirme en 2024», tal como habían señalado algunas voces opositoras.
En octubre de ese mismo año, el Senado de México aprobó con 98 votos a favor, 22 en contra y una abstención en lo general, y 90 votos a favor y 22 en contra en lo particular los cambios en la Constitución Política de los Estados Unidos Mexicanos relativos a la revocación de mandato. Poco después, en noviembre, la Cámara de Diputados hizo lo propio con 372 votos a favor y 75 en contra en lo general, y 356 votos a favor y 84 en contra en lo particular. En diciembre, una vez avalados por diecisiete congresos estatales, fue publicado el decreto en el Diario Oficial de la Federación.
Pese a ser planteada para 2021, en los cambios constitucionales se estipulaba su realización un año después. A inicios de agosto de 2021, después de la consulta popular del 1 de agosto, el mismo López Obrador insistió en que promovería el ejercicio de revocación. Con este fin, poco después ese mes, el líder de los senadores del gobernante partido Morena, Ricardo Monreal Ávila, señaló que buscaría un periodo extraordinario del Congreso para abordar la regulación del proceso de revocación de mandato —con una propuesta de «Ley Federal de Revocación de Mandato»— y buscando eliminar la frase «por pérdida de confianza» presente en la carta magna. En un primer momento se plantearon interrogantes como «¿Está de acuerdo con que se concluya de manera anticipada el desempeño del cargo de la persona titular de la presidencia de la República, a partir de la pérdida de confianza?». No obstante, los grupos legislativos de Morena, el Partido Verde Ecologista de México (PVEM) y el Partido del Trabajo (PT) no lograron los votos necesarios para convocar al periodo extraordinario de sesiones.
Aún sin ley reglamentaria —que debió haber sido emitida antes del 17 de junio de 2020 de acuerdo con la constitución—, el Instituto Nacional Electoral (INE) planteó un anteproyecto de lineamientos de la eventual consulta, que proponía hacerla el 27 de marzo de 2022, cuyo Consejo General avaló el 27 de agosto. Previo a esto, Morena pidió al Tribunal Electoral del Poder Judicial de la Federación (TEPJF) frenar su aprobación antes del inicio del proceso de la consulta de revocación, en noviembre siguiente, sin embargo, el órgano permitió que el organismo electoral emitiera los lineamientos al existir una «omisión legislativa absoluta» y, en este sentido, el 25 de agosto ordenó al Congreso emitir la ley reglamentaria sobre revocación de mandato, para lo que le otorgó un plazo de treinta días. Finalmente, el 3 de septiembre, ya en la LXV legislatura del Congreso, el Senado aprobó con 101 votos a favor y dos en contra la «Ley Federal de Revocación de Mandato» y la turnó a la Cámara de Diputados. El dictamen planteaba que los partidos políticos podrían promover la consulta y se modificó la interrogante.
La ley dejaba en manos del INE la organización, desarrollo, cómputo de la votación y declaratoria de resultados, así como un resultado vinculatorio a partir de una participación total del 40 % de la lista nominal de electores. Pocos días después, la Cámara de Diputados avaló la legislación sin cambios con 290 votos a favor y 195 en contra, con lo que la pregunta quedó establecida: «¿Estás de acuerdo en que a (nombre), Presidente/a de los Estados Unidos Mexicanos, se le revoque el mandato por pérdida de confianza o siga en la Presidencia de la República hasta que termine su periodo?». La «Ley Federal de Revocación de Mandato» se publicó en el Diario Oficial de la Federación el 14 de septiembre siguiente. Un mes después, el 14 de octubre, la coalición opositora Va por México —Partido Revolucionario Institucional (PRI), Partido Acción Nacional (PAN) y Partido de la Revolución Democrática (PRD)— presentó una acción de inconstitucionalidad ante la Suprema Corte de Justicia de la Nación (SCJN) contra la Ley Federal por considerar que rebasaba lo señalado en la Constitución al plantear la pregunta una consulta de ratificación y no de revocación. El tribunal admitió a trámite tal impugnación dos semanas después.

## Legislación
El artículo 35 de la Constitución Política de los Estados Unidos Mexicanos plantea que es derecho de la ciudadanía participar en las consultas de revocación de mandato del presidente del país, convocada por el INE a partir de las firmas correspondientes al tres por ciento de la lista nominal. Tal ejercicio puede solicitarse en una única ocasión en los tres meses siguientes al término del tercer año del periodo del mandatario en turno, con la posibilidad de recolectar las firmas en el mes previo a ese periodo. Se establece que la votación, que deberá ser el domingo siguiente a los noventa días posteriores a la convocatoria, será «libre, directa y secreta», con un cuarenta por ciento de participación y mayoría absoluta requeridos para proceder. En este caso, entra en función lo señalado por el artículo 84 —«falta absoluta del Presidente de la República»—: el Congreso de la Unión debe elegir un presidente sustituto que concluya el resto del periodo constitucional de seis años. En los artículos transitorios de las reformas sobre consulta popular y revocación de mandato se definía a este ejercicio como el «instrumento de participación solicitado por la ciudadanía para determinar la conclusión anticipada en el desempeño del cargo a partir de la pérdida de la confianza».
Con respecto al caso de Andrés Manuel López Obrador se planteaba lo siguiente:

En el caso de solicitarse el proceso de revocación de mandato del Presidente de la República electo para el periodo constitucional 2018-2024, la solicitud de firmas comenzará durante el mes de noviembre y hasta el 15 de diciembre del año 2021. La petición correspondiente deberá presentarse dentro de los primeros quince días del mes de diciembre de 2021. En el supuesto de que la solicitud sea procedente, el Instituto Nacional Electoral emitirá la convocatoria dentro de los veinte días siguientes al vencimiento del plazo para la presentación de la solicitud. La jornada de votación será a los sesenta días de expedida la convocatoria.
Artículo cuarto transitorio.

La fracción IX del artículo 35 de la Constitución Política está reglamentada en la Ley Federal de Revocación de Mandato, proceso que se define como «el instrumento de participación solicitado por la ciudadanía para determinar la conclusión anticipada en el desempeño del cargo de la persona titular de la Presidencia de la República, a partir de la pérdida de la confianza». Para llevarse a cabo, obligaba a los interesados a informar sus intenciones al INE en el primer mes posterior a la conclusión del tercer año de gobierno del presidente en funciones, para la emisión de formatos y medios para la recolección de las firmas requeridas —aunque con la posibilidad de recabar firmas el mes previo—. Luego de recibir la solicitud, el instituto contaría con treinta días para verificar el porcentaje alcanzado. De alcanzarse, se emitiría inmediatamente la convocatoria al ejercicio e iniciando, el día después, su difusión.
La pregunta y las opciones de respuesta establecidas en la ley son las siguientes:

¿Estás de acuerdo en que a (nombre), Presidente/a de los Estados Unidos Mexicanos, se le revoque el mandato por pérdida de la confianza o siga en la Presidencia de la República hasta que termine su periodo?
- Que se le revoque el mandato por pérdida de la confianza.
- Que siga en la Presidencia de la República.

Al organismo electoral le correspondería la organización, el desarrollo de la papeleta, la integración de la misma cantidad de casillas instalada en los comicios federales previos —conformadas por un presidente, un secretario, un escrutador y un suplente general, además de un representante de los partidos políticos— y el cómputo de los votos. Por su parte, el Tribunal Electoral del Poder Judicial de la Federación (TEPJF) sería responsable de resolver los medios de impugnación y emitir la declaratoria de validez. Para tener resultados vinculatorios se necesita una participación mínima del 40 % y mayoría absoluta.

## Trabajos preliminares
En agosto de 2021, el INE desarrolló un anteproyecto de presupuesto para el año siguiente, en el que incluyó —dentro de los 13 084.17 millones de pesos en total— un «presupuesto precautorio» de 3830.45 millones de pesos para la organización de una eventual consulta de revocación de mandato. En este sentido, el presidente de la Comisión Temporal de Presupuesto señaló que pese a ser solamente una «posibilidad [jurídica]» era necesario «calcular su costo y sumarlo en el presupuesto». En esa misma ocasión, el INE estimaba que para el ejercicio la lista nominal estaría conformada por 92.4 millones de ciudadanos, se instalarían 161 490 casillas y serían necesarios 5340 supervisores electorales, 32 421 capacitadores y 484 470 funcionarios de casilla. El proyecto de lineamientos del INE en ese momento planteaba 2.7 millones de firmas necesarias para convocar la consulta y el uso de una aplicación móvil para su recolección —entre el 1 de noviembre y el 15 de diciembre siguientes—. En caso de alcanzarse esa cifra, el organismo señalaba el 26 de enero de 2022 como fecha de expedición de la convocatoria y la realización del ejercicio el 27 de marzo siguiente, así como la presencia de representantes partidistas en las casillas.
Al describir el uso del presupuesto, el INE señaló que 1196 millones se emplearían para la contratación temporal de 37 851 supervisores y capacitadores, encargados de la supervisión y capacitación de los funcionarios de casilla estimados necesarios para el ejercicio. Además, 16.3 millones para la contratación de técnicos, 600.3 millones para otros rubros, como el envío de recursos a los organismos electorales estatales, 222.1 millones para documentación, 17.5 millones para el voto en el extranjero, 13.6 millones para la lista nominal, 35.9 millones para información, 461.4 para compensación del personal del INE, 285 millones para la distribución de la paquetería electoral, 354.2 para ubicación e instalación de casillas, entre otros. A finales de septiembre, luego de la aprobación y publicación de la Ley Federal de Revocación de Mandato, el INE elevó su previsión a 646 mil funcionarios de casilla y 37 mil supervisores, capacitadores y asistentes. Además, se planteaba una papeleta en papel seguridad y un conteo rápido la noche de la votación. Con motivo de la publicación de la Ley Federal, el organismo electoral modificó sus lineamientos «con el fin de garantizar su armonización» con la legislación —considerados «cambios menores» por su consejero presidente—, además de aprobar los formatos para solicitar la consulta y recabar las firmas.

### Recolección de firmas

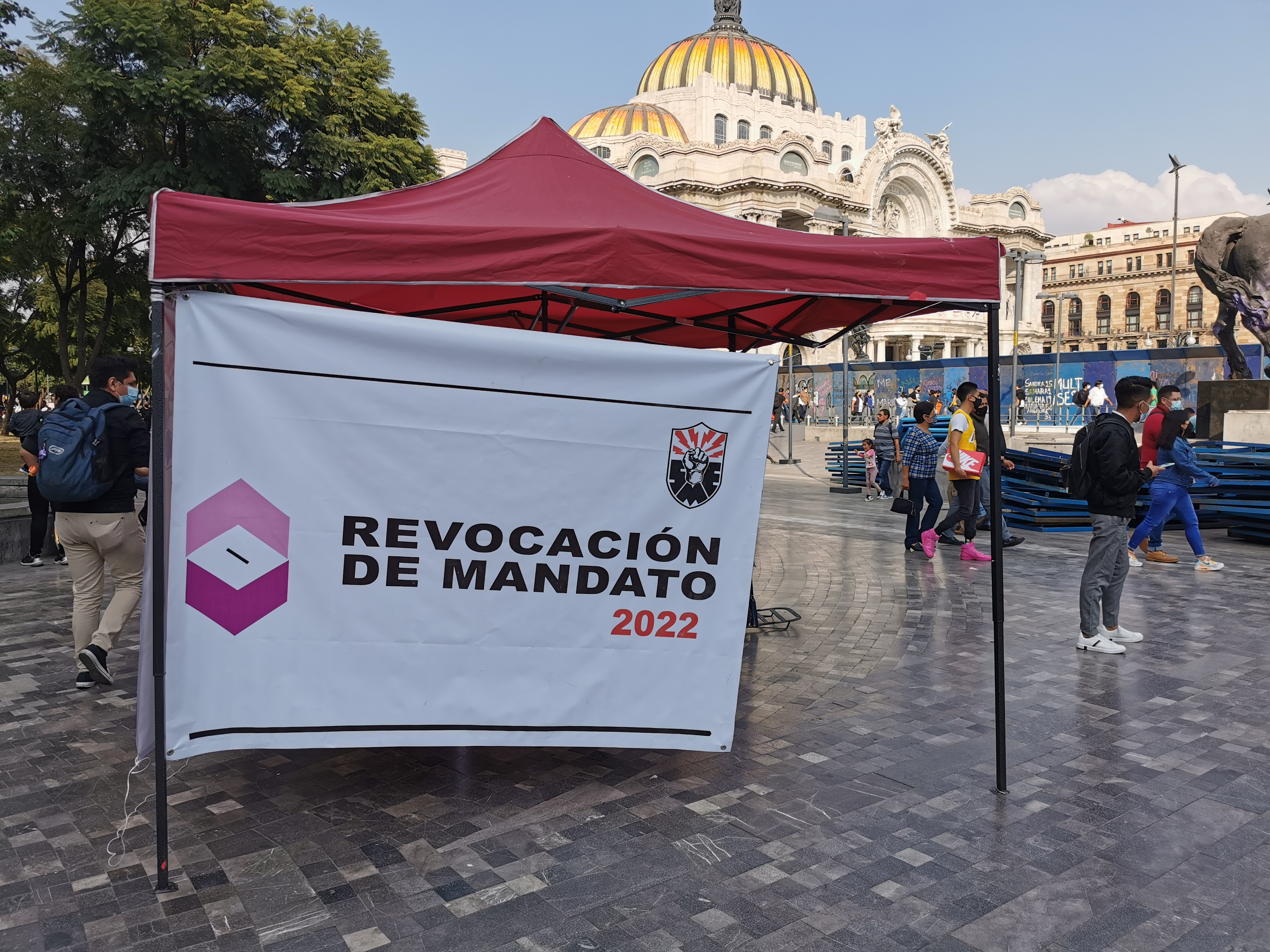
Mesa para la recolección de firmas para la consulta de revocación en Ciudad de México.

El 1 de octubre, inició el registro de los ciudadanos o grupos interesados en enlistarse como promoventes de la recolección de firmas de apoyo para la solicitud de la consulta de revocación. En esas mismas fechas, la dirigencia de Morena impugnó ante el TEPJF los lineamientos del INE al considerar que buscaban limitar la participación de la ciudadanía al plantear la recolección de firmas de forma digital y, excepcionalmente, de manera física en 204 municipios. En respuesta, el instituto aclaró que la ley le facultaba a determinar los formatos y medios para la recolección de firmas y, según uno de los consejeros, el objetivo era «evitar firmas falsas». Por tanto, con los lineamientos actualizados, se previó la recopilación de firmas entre el 1 de noviembre y el 15 de diciembre de 2021 por medio de la aplicación móvil, con excepción de 204 municipios identificados como de «muy alta marginación» —con base en lo señalado por el Índice de Marginación 2020 del Consejo Nacional de Población— en los que se harían con formatos físicos, y la emisión de resultados el 11 de enero con la convocatoria a ser publicada, en caso de lograrse las cifras requeridas, al día siguiente y su celebración el 27 de marzo de 2022. Poco después, la Junta de Coordinación Política del Senado pidió al INE aceptar tanto firmas en papel como en la aplicación para la solicitud de consulta.
Al 11 de octubre, el organismo electoral registraba 181 ciudadanos y organizaciones que habían expresado sus intenciones de promover el ejercicio, cifra que incrementó a 801 dos días después y a 1832 el 14 de octubre. El último día del plazo, el 15 de octubre, el número pasó a 23 906 avisos —Veracruz de Ignacio de la Llave se localizaba a la cabeza con 7237 registros, seguido de Sinaloa (4620) y Estado de México (3682)—. Entre los promoventes había agrupaciones opositoras, estudiantes, víctimas de violencia y simpatizantes de Morena, que movilizó más de 1800 personas para alcanzar el número de apoyos solicitados. Por otra parte, el 17 de octubre, el INE reportó que un corte de la lista nominal arrojaba en ese momento una cifra de 2 758 227 firmas de mexicanos requeridas para la consulta —equivalente al 3 % de la lista—, a recolectarse en diecisiete estados del país entre el 1 de noviembre y el 15 de diciembre. El 20 de octubre, se publicó en el Diario Oficial de la Federación un acuerdo de la Junta de Coordinación Política del Senado con la interpretación de dos artículos de la Ley Federal en la que aseguraba «que el Congreso de la Unión no estableció preponderancia alguna entre los formatos impresos y los medios electrónicos para la recopilación de firmas y tampoco estableció un "régimen de excepción"» y sostenía que el «espíritu del H. Congreso de la Unión fue establecer que las personas solicitantes del proceso de revocación de mandato tengan la facultad de elegir libremente el método de recolección de firmas ciudadanas que deseen».
Morena también planteó el uso de firmas en papel en todo el país. No obstante, el Consejo General rechazó los planteamientos el mismo día y sostuvo que se mantendría el uso de la aplicación móvil —y la recolección en papel en 204 municipios de alta marginación— a menos que el TEPJF ordenara lo contrario. En este sentido, entre el 25 y el 30 de octubre, el INE condujo capacitaciones sobre el uso de la aplicación móvil para la recolección de firmas —«Sistema de Captación de Datos para Procesos de Participación Ciudadana y Actores Políticos»—, puesta a disposición en las tiendas de aplicaciones el 28 de octubre. Para recabar los apoyos, la aplicación —denominada «Apoyo Ciudadano - INE»— requería fotografías de ambos lados de la credencial de elector, de la firma y del rostro de la persona que externara su respaldo a la solicitud, al tiempo que mostraba el avance en el número de firmas captadas y enviadas. Para finales de octubre, el INE ya había notificado a doce mil personas u organizaciones la validez de su solicitud y, por tanto, se les autorizaba a recabar las firmas a partir del plazo establecido. La cifra final de avisos de intención reportada por el organismo electoral fue de 24 029, de los que 22 419 (93.30 %) cumplieron con los requisitos necesarios y se autorizaron para la recolección de firmas que, como estaba previsto, dio inicio el 1 de noviembre. En este sentido, y contrario a lo previamente establecido por el instituto, el TEPJF ordenó —ante una impugnación de Morena— el mismo día al INE modificar sus lineamientos y aceptar la recolección de firmas en papel no solamente en los municipios de alta marginación. Acatando tal sentencia, el INE modificó pocos días después sus lineamientos, con lo que estableció un nuevo calendario, para abarcar también las firmas en formatos físicos.
A dieciocho días de iniciada la recolección de firmas, el INE reportaba 399 374 rúbricas recabadas, la mayoría en Ciudad de México, Tabasco, Estado de México y Veracruz. En ese momento, también Tabasco era el estado más cercano a alcanzar el 3 % de la lista nominal requerido, con ocho mil firmas pendientes. Cuatro días después, cuando faltaban 34 días para finalizar el plazo, la cifra había aumentado a 490 847, con 51 958 con inconsistencias —29 789 duplicadas—; 22 492 promoventes concentraban más de la mitad de las firmas, es decir, 271 642 rúbricas. Posteriormente, a inicios de diciembre, la Comisión de Quejas y Denuncias del INE ordenó el retiro de propaganda de dos asociaciones civiles que en la recolección de firmas empleaba términos como «ratificación» y etiquetas como «#QueSigaAMLO», al considerar que generaban «desinformación y confusión en la ciudadanía respecto de la naturaleza del mecanismo de participación ciudadana». Unos días después, el TEPJF confirmó el retiro temporal de la propaganda. A veinte días de concluir el plazo establecido, se reportaba un avance del 28.69 % de las rúbricas necesarias, lo que representaban 791 428 apoyos válidos, de un total de 971 741 intenciones. Los datos, al corte del 5 de diciembre, también reflejaban que solamente en dos entidades federativas se había logrado la meta del equivalente al 3 % de la lista nominal: Ciudad de México y Tabasco. Con base en lo anterior, se estimó la necesidad de recolectar al menos cien mil firmas diarias por veinte días para lograr las cifras requeridas, lo que contrastaba con el promedio diario, hasta ese momento, de veinte mil rúbricas. Cuatro días después, una organización civil —previamente sancionada por la Comisión de Quejas y Denuncias del INE por promoción confusa de la revocación— entregó 1 068 157 firmas en papel al instituto electoral; el 12 de diciembre aportó 1 000 042 rúbricas más y, el 16 de diciembre, 1.6 millones adicionales, con lo que sumaba 3.7 millones de firmas aportadas.
En este sentido, con corte al 10 de diciembre, el INE reportaba un avance del 31.30 % —863 281 firmas— del requerido, con dos entidades —Ciudad de México y Tabasco— como las únicas en las que ya se había cumplido el requisito del 3 % de la lista nominal. Cuatro días después, esas cifras se había elevado a 1 195 692 de firmas, correspondientes a un avance del 33.95 % del total requerido, y mientras todavía se validaban las rúbricas entregadas en papel. Por otra parte, en esas fechas, la Comisión de Quejas y Denuncias del instituto anunció que se daría de baja del registro de auxiliares de la consulta a un diputado federal y otros servidores públicos por irregularidades. Cuatro días antes de cumplirse el plazo, la misma organización civil entregó dos millones de firmas más, con lo que sumaba 6.8 millones de rúbricas entregadas. El mismo día, el INE confirmó que trabajaba en la «recepción, verificación y cuantificación inicial» de unas 6.1 millones de firmas entregadas en papel, mientras que del total de rúbricas validadas se habían registrado unas 210 000 con irregularidades, como tratarse de credenciales de electores fallecidos o fotos incorrectas. Finalmente, el último día para la recolección de firmas —25 de diciembre—, la misma organización civil entregó alrededor de tres millones de firmas más, con lo que sumó más de 8.9 millones de rúbricas en papel. Al respecto, el último corte del INE antes de esa fecha, al 23 de diciembre, registraba 1 365 025 firmas validadas —avance del 39.14 %—.

### Validación de firmas
A partir del 26 de diciembre, el ente comenzó la verificación de las rúbricas para descartar irregularidades. Dos días después, el INE reportaba preliminarmente un total de 11 097 900 firmas recibidas en total, así como un avance del 49,22 % del total de rúbricas necesarias y a partir de las firmas validadas; 320 747 apoyos presentaban inconsistencias y eran seis estados del país los que ya habían cumplido con el porcentaje requerido —Tabasco, Ciudad de México, Campeche, Tlaxcala, Zacatecas y Aguascalientes—. Tales cifras aumentaron el 29 de diciembre a 51,83 % y ocho estados —se sumaban Colima y Morelos—, y a 53,97 % y nueve estados —más San Luis Potosí— el 30 de diciembre. Al 3 de enero de 2022, sumaban 1,6 millones de firmas validadas, un avance del 58,77 %, 384 050 rúbricas con inconsistencias y once estados con el porcentaje requerido —se agregaban Hidalgo y Baja California Sur—. Poco después, se elevaba a 60.18 % de avance y, con la adición de Nayarit, eran doce entidades con el número de rúbricas necesario. En las últimas horas del 5 de enero se sumaron Tamaulipas y Quintana Roo, y el avance pasó al 61,52 % —así como 403 269 firmas con inconsistencias—. Al corte del 9 de enero el porcentaje se elevó a 63,3 % y, un día, después, a 70,32 %, aún con 14 entidades que habían cumplido los apoyos requeridos. En este sentido, el consejero presidente del organismo electoral, Lorenzo Córdova, aseguró: «Es probable que en los próximos días se alcance el número de firmas suficientes».
Al respecto, a partir del corte del 10 de enero se alcanzaron, con la adición de Guerrero, Oaxaca y Chihuahua, las diecisiete entidades requeridas por ley y el avance era de 73.03 % —2 014 349 firmas validadas con una primera revisión y 523 693 con inconsistencias tales como el ser copias de la credencial de elector entregadas para otros motivos—. Igualmente, el INE habilitó un micrositio para que cualquier persona verificara si su firma se registró como respaldo para la solicitud de consulta. El 11 de enero, el avance pasó al 77,61 %, lo que implicaba que todavía eran necesarias 617 464 rúbricas, el 13 de enero a 80,98 % —523 680 restantes— el 14 de enero a 90,11 % —verificación preliminar de 2 485 477 firmas— y el 16 de enero a 99.40 %, es decir 16 542 firmas restantes, y veintiún entidades con más del 3 % requerido. Finalmente, el 18 de enero, el Registro Federal de Electores informó que se había alcanzado la cifra requerida de 2,7 millones de respaldos, mientras que Córdova detalló que la emisión formal de la convocatoria sería el 4 de febrero y que continuaría la revisión de las firmas hasta completar las 11,1 millones que fueron entregadas. Luego de alcanzarse la cifra establecida en la Constitución, la Comisión del Registro Federal de Electores aprobó proponer al Consejo General el conteo de la totalidad de las 11,1 millones de firmas recibidas, lo que implicaría un gasto adicional de seis millones de pesos.
Asimismo, la Comisión aprobó el «Informe preliminar sobre el proceso de verificación del porcentaje de firmas de apoyo de la ciudadanía requeridas para la Revocación de Mandato y su identificación en la Lista Nominal de Electores» que arrojó, con corte del 19 de enero, 3 878 854 firmas verificadas, 3 027 845 validadas —3.29 % de la lista de electores—, 851 009 rúbricas con inconsistencias —«Foto no válida», entre otras— y veinticuatro entidades del país que había cumplido con el porcentaje. Por otra parte, el Registro Federal de Electores también generó, el mismo día, una muestra de 850 firmas electrónicas y escritas para la verificación de su fidelidad mediante visitas domiciliarias, con un 95 % de confiabilidad. Tales visitas se produjeron del 21 al 25 de enero y de la muestra solamente 645 personas fueron localizadas. Del número de ciudadanos consultados, 484 manifestaron haber proporcionado su apoyo —75.04 %— y, por tanto 161 —24.96 %— negó haber respaldado la petición. Pese a lo planteado previamente, el 27 de enero, una vez alcanzadas las cifras requeridas por ley, el Consejo General determinó suspender las actividades de revisión, verificación y captura de los formatos físicos, con cerca de siete millones pendientes. El INE concluyó sus informes preliminares contabilizando 3.4 millones de rúbricas aceptadas, más de 990 000 con inconsistencias, 17 813 rúbricas de personas fallecidas y 1265 de privadas de su libertad, así como siete estados que no alcanzaron el 3 % requerido de la lista nominal. Por esta razón, el organismo afirmó que preparaba procedimientos legales contra promotores de la consulta por entregar firmas con inconsistencias.

### Informe final
El 31 de enero, la Dirección Ejecutiva del Registro Federal de Electores presentó el «Informe final detallado y desagregado respecto del proceso de verificación del porcentaje de firmas de apoyo de la ciudadanía requeridas para la Revocación de Mandato y su identificación en la Lista Nominal de Electores». Tal reporte detallaba que se recibieron un total de 1 382 031 firmas mediante la aplicación móvil —captadas por 19 600 auxiliares—, 1 085 051 verificadas en la lista nominal de electores y 296 980 con inconsistencias. Dentro del total de rúbricas validadas, quienes aportaron la mayor cantidad de apoyos fueron hombres y mujeres mayores de 65 años, así como aquellos entre los 45 y 54 años, y la entidad federativa con la mayor cantidad de apoyos recolectados fue Ciudad de México. Por otra parte, un total de 611 promoventes aportaron 9 759 922 firmas en formatos físicos, de las que 7 288 005 pasaron una primera revisión. Una segunda revisión de esta última cifra se limitó a 3 060 001 registros capturados, con 2 366 792 apoyos verificados en la lista nominal y 693 209 con inconsistencias. En total, se detectaron 17 776 rúbricas correspondientes a personas fallecidas; en el caso de los formatos físicos, la entidad con mayor recolección fue el Estado de México y nuevamente el grupo etario de 65 años o más fue el que mayor cantidad de firmas aportó, seguido de los de 25 a 49.
En suma, la Dirección Ejecutiva del Registro Federal de Electores reportó una cifra final de 4 442 032 registros captados, 990 189 firmas con inconsistencias, 3 451 843 apoyos validados —3,75 %— identificados en la lista nominal, con lo que se superó el número requerido de 2 758 227. Además, fueron 25 estados los que superaron al 3 % requerido de la lista nominal; Jalisco, Coahuila, Querétaro, Puebla, Durango, Nuevo León y Guanajuato fueron las únicas entidades que no llegaron a ese porcentaje, siendo esta última en la que la menor cantidad de apoyos se recolectó —0,67 %—. Por otra parte, con base en las cifras previamente dadas a conocer de las visitas domiciliarias, 75 % de 645 ciudadanos que afirmaron que habían dado su apoyo para la solicitud de consulta y 25 % que dijeron no haberlo dado —95 % de confianza— se estimó que entre 72,1 % y 77,9 % de las firmas validadas al 19 de enero correspondían a personas que sí habían proporcionado su rúbrica; entre 23,28 % y 26,64 % serían ciudadanos que no firmaron.

## Organización

### Planeación previa a la convocatoria

Logo de la consulta de revocación de mandato utilizado por el Instituto Nacional Electoral.

El 20 de octubre, el Consejo General del INE aprobó el «Plan Integral y Calendario del Proceso de Revocación de Mandato del Presidente de la República 2021-2022», que estipulaba los plazos y términos del ejercicio. En tal documento se confirmaba el 27 de marzo de 2022 como fecha potencial de la consulta y el mismo día el inicio de los cómputos distritales «a partir de la llegada del primer paquete [electoral] a la sede del órgano correspondiente». Un par de días después, el consejero presidente del instituto, Lorenzo Córdova, descartó que «el INE pretenda bloquear un eventual proceso de revocación de mandato», tal como señaló en varias ocasiones el partido Morena. El 29 de octubre, el INE aprobó el «Programa de integración de Mesas Directivas de Casilla y Capacitación Electoral», así como los lineamientos de fiscalización del ejercicio democrático, que establecían que los partidos políticos no podrían llamar al voto específico por alguna respuesta, únicamente instar a la participación ciudadana, para lo que no podrían emplear recursos privados. El 5 de noviembre siguiente, Córdova detalló que el ejercicio, a realizarse en los 32 estados del país y en los trescientos distritos electorales, implicaría más de 161 400 casillas y 37 851 capacitadores y asistentes electorales.
El 10 de noviembre, el ente electoral modificó diecisiete artículos de sus lineamientos y cuarenta preceptos del anexo técnico, con lo que acató la sentencia del TEPJF y fijó una nueva fecha para la emisión de la convocatoria en caso de alcanzarse las firmas necesarias —4 de febrero de 2022—, para la consulta —10 de abril de 2022— y extendió el plazo para la recolección de firmas —hasta el 25 de diciembre de 2021—. Hasta ese momento, según el propio instituto, había 218 actividades programadas relacionadas con la organización de la consulta —seis concluidas, veintinueve en proceso y veintitrés por iniciar—. La modificación de plazos implicaría también el traslape de una semana con las campañas electorales de las elecciones a las gubernaturas de seis estados. A inicios de diciembre, el Tribunal Electoral ratificó los nuevos lineamientos del INE —que habían sido impugnados— y con ello las nuevas fechas, incluida el 10 de abril de 2022 como jornada de la consulta, al considerar que el organismo electoral contaba con las facultades para hacerlo. También avaló el requisito de anexar copias de ambos lados de la credencial para votar de los ciudadanos que respaldaran la consulta, así como las «visitas domiciliarias para la verificación de firmas [...] [que no resultan contrarias] a lo dispuesto en la Constitución Federal ni en la Ley Federal de Revocación de Mandato».
Poco después, el organismo aprobó un modelo operativo del «Sistema de registro de solicitudes, sustituciones y acreditación de representantes generales y ante mesas directivas de casilla, de los partidos políticos nacionales» y el «Programa de integración de mesas directivas de casilla y capacitación electoral» para la revocación. Por otra parte, avaló la extensión de la validez de las credenciales para votar que perdieran su vigencia el 1 de enero de 2022 y, por tanto, permitir su uso en el eventual ejercicio. Finalmente, en medio del conflicto por el presupuesto del organismo, el 17 de diciembre el Consejo General aprobó —seis votos a favor y cinco en contra— posponer temporalmente las actividades de organización de la consulta —únicamente cumpliendo con la revisión y validación de firmas—, a partir de enero siguiente, a la espera de que la SCJN le definiera cómo proceder ante el déficit presupuestario. Horas antes, cuando esa determinación era aún una propuesta, el presidente López Obrador la criticó como «chicanadas» y «tácticas dilatorias», mientras que una vez aprobada esa medida Morena aseguró que impugnaría la decisión.

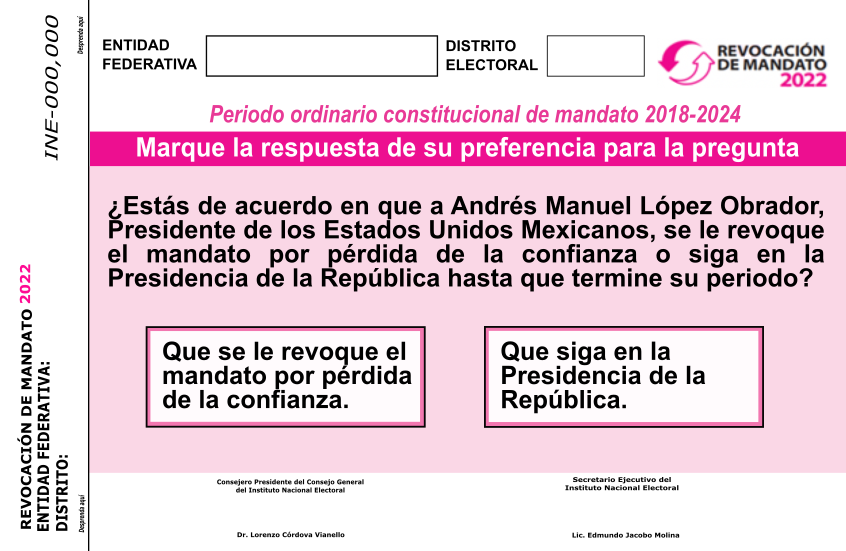
Representación de la papeleta empleada en la consulta de revocación.

En contraste, el consejero presidente Córdova afirmó: «No se trata de una suspensión del proceso o de una negativa a cumplir con las obligaciones constitucionales del INE. Se trata de un acuerdo que busca dotar de certeza plena a este ejercicio inédito de participación ciudadana». Al respecto, un área técnica del ente electoral había planteado que el presupuesto disponible con el que contaban permitiría organizar una consulta con unas 65 000 casillas, el 40 % del total previsto. Poco después, el presidente lamentó la decisión del INE y abrió la puerta a que fuera la ciudadanía la encargada de realizar la consulta, mientras que la Cámara de Diputados presentó una acción de inconstitucionalidad y la Consejería Jurídica del Ejecutivo Federal impugnó la decisión ante el TEPJF. No obstante, el 22 de diciembre, la Comisión de Receso de la SCJN admitió a trámite la controversia presentada por la Cámara y concedió la suspensión del acuerdo del Consejo General, con lo que forzaba al INE a cumplir con su responsabilidad «con el presupuesto aprobado de mil 503 millones de pesos el cual constituye un indicador de viabilidad financiera». Luego de esto, el instituto retomó los trabajos de organización de la consulta.
Por tal determinación, la Cámara de Diputados presentó una denuncia penal ante la Fiscalía General de la República (FGR) contra los seis consejeros, decisión rechazada por el presidente López Obrador y por el Consejo General del INE, que la consideró una «acción injustificada y sin sustento jurídico que busca inhibir la independencia con la que los miembros del Consejo General valoran y votan los asuntos que les competen». Luego de que la FGR armara una carpeta de investigación, la Cámara desistió de su denuncia. La Comisión de Receso emitió una segunda suspensión al acuerdo al admitir a trámite la impugnación presentada por la Consejería Jurídica y, finalmente, el 29 de diciembre, el TEPJF revocó definitivamente tal decisión al considerar que el instituto no contaba con las facultades para interrumpir las fases del proceso. No obstante, el tribunal también determinó que el organismo debía hacer los ajustes presupuestales pero que, si así lo solicitaba, la Secretaría de Hacienda y Crédito Público (SHCP) debía proveer los recursos necesarios. En respuesta, el Consejo General del INE informó que acataría tales decisiones y reanudó la organización de la consulta con un presupuesto inicial de 1503 millones de pesos; en esa ocasión, Córdova afirmó que «habrá Revocación de Mandato si así lo piden las y los ciudadanos», así fuera con menos casillas.
El 3 de enero de 2022, el ente electoral instaló los 32 consejos locales —integrados por los consejeros que participaron en los comicios federales de 2021 y la consulta popular del mismo año—, encargados de, entre otras funciones, determinar número y localización de las casillas electorales. Poco después, la Junta General Ejecutiva del INE aprobó modificaciones en la «Cartera Institucional de Proyectos» del organismo, que abarcó proyectos como la campaña de actualización del padrón electoral, la contratación de personal para la verificación de las firmas para la consulta, así como también se aprobó la adquisición de documentación y material electoral con elementos de seguridad. El 12 de enero, el instituto sorteó el mes del calendario —mayo— que sería la base para la insaculación de los ciudadanos que integrarían las casillas para la consulta. Con el sorteo de la letra «B», quedó establecido que los ciudadanos cuyo apellido paterno iniciara con B y hubieran nacido en mayo o junio serían los primeros a considerar para la integración de las mesas directivas de casilla. Cinco días después, ante un avance del 99,04 % del número de firmas requerido por la ley, se dio a conocer que el INE buscaba adelantar la emisión de la convocatoria y así presionar a la SCJN para que resolviera la controversia constitucional que interpuso sobre cómo y con cuántos recursos económicos llevarla a cabo. En torno a esas fechas, se reunieron representantes de la Secretaría de Gobernación (SEGOB), la Secretaría de Seguridad y Protección Ciudadana (SSPC) y el INE para definir la «Estrategia de Protección en el Contexto Electoral 2022», que incluía la consulta de revocación de mandato. El 1 de febrero, los tres entes instalaron la «Mesa de Seguridad Elección 2022 y Proceso de Revocación de Mandato».

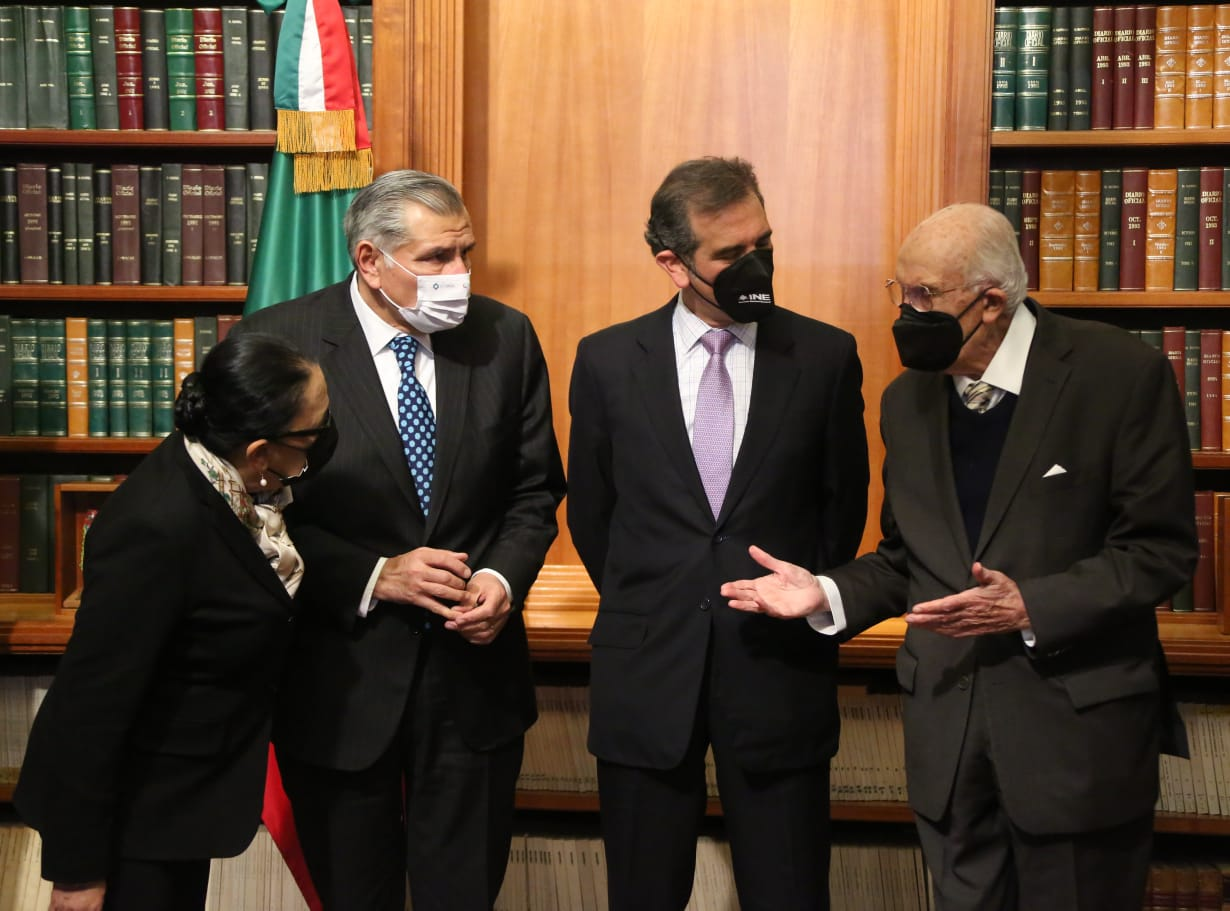
El 1 de febrero, la Secretaría de Gobernación, la Secretaría de Seguridad y Protección Ciudadana y el Instituto Nacional Electoral instalaron la «Mesa de Seguridad Elección 2022 y Proceso de Revocación de Mandato».

El 19 de enero, el organismo presentó cuatro recursos ante la SCJN, dos en contra de las propias resoluciones de la Comisión de Receso de la Suprema Corte que le obligaron a continuar con los trabajos de organización y dos en contra de la determinación, también de la Corte, de admitir las demandas que la Cámara de Diputados y el Poder Ejecutivo presentaron contra el aplazamiento de las labores de organización. Horas después, la Comisión del Voto de las Mexicanas y los Mexicanos Residentes en el Extranjero aprobó su plan de trabajo para la organización y operación del voto por internet, así como la integración de la «Lista Nominal de Electores Residentes en el Extranjero» —inscripción entre el 5 y el 25 de febrero siguientes—, con su entrega prevista para el 24 de marzo y, dos días después, el envío de las cuentas de acceso a los votantes. Se planteó que la emisión del voto sería válido entre las 20:00 del 1 de abril y las 18:00 del 10 de abril, horario de Ciudad de México. El 24 de enero, la Comisión del Registro Federal de Electores aprobó dar a los partidos políticos un informe con el listado nominal al 31 de enero para su revisión, con el objetivo de entregar en marzo las listas definitivas a utilizar en la consulta; la campaña de actualización del padrón electoral se llevaría a cabo del 5 al 15 de febrero siguientes, mismas fechas para la integración de los mexicanos que cumplieran 18 años el 10 de abril o antes.
Una vez alcanzados el número de apoyos necesarios, el consejero presidente Córdova afirmó que la consulta «ya no es un acto futuro de realización incierta, sino es un hecho cierto de realización inminente». Asimismo, otro de los consejeros, Ciro Murayama, adelantó el 26 de enero que el ente llevaría a cabo un conteo rápido la noche del 10 de abril con el que proyectar tendencias y porcentaje de participación. A finales de mes, se dio a conocer que el ministro de la SCJN Jorge Mario Pardo Rebolledo propondría la modificación de la pregunta de la consulta, con la eliminación de «o siga en la Presidencia de la República hasta que termine su periodo» al considerarla una segunda interrogante que abre camino a una «ratificación», lo que «desnaturaliza el mecanismo en la intención en que fue aprobado por el Constituyente Permanente». Por tanto, Pardo Rebolledo proponía dejar la interrogante como: «¿Estás de acuerdo en que a (nombre), Presidente/a de los Estados Unidos Mexicanos, se le revoque el mandato por pérdida de la confianza?». Tal discusión estaba prevista para iniciarse el 31 de enero. Poco después, el INE pidió al tribunal supremo agilizar la discusión sobre la pregunta para no retrasar la impresión de las boletas electorales, mientras que López Obrador lo descartó como un asunto de forma y no de fondo, y consideró que no tenía sentido generar polémica sobre el planteamiento de Pardo Rebolledo: «Yo no me opongo, que lo resuelvan».
Llegado el día, sin embargo, la sesión de la Suprema Corte se suspendió por fallas en el aire acondicionado del tribunal. Un día después, la SCJN determinó que el ente electoral llevara a cabo la organización «de la manera más eficiente, tanto como lo permita el presupuesto que hasta el momento tiene programado», lo que se traducía en permitirle instalar menos casillas de las estimadas inicialmente, a la vez que se ordenó frenar cualquier sanción penal o administrativa iniciada en contra de los consejeros y se rechazó modificar la pregunta de la consulta, como había propuesto Pardo Rebolledo, al no conseguir el proyecto los votos suficientes. El TEPJF también rechazó un proyecto que pretendía ordenar al organismo electoral modificar el diseño de la boleta para añadir la fecha de culminación del periodo del presidente, es decir, «Que siga en la Presidencia de la República hasta el 30 de septiembre de 2024». En este sentido, el 3 de febrero, el INE planteó celebrar la consulta con 57 077 casillas y trecientas especiales, una por cada distrito del país, lo que implicaba 104 083 menos de las exigidas por ley. Con motivo de la cercanía de la restricción de la propaganda gubernamental del momento de la emisión de la convocatoria al 10 de abril —en la que gobierno y partidos políticos tendrían prohibido emitir publicidad relacionada con la consulta—, el gobierno federal anunció el adelanto del pago de becas y pensiones.

#### Materiales
El 21 de octubre, la Comisión Temporal de Seguimiento de los Procesos Electorales Locales 2021-2022 aprobó el diseño de la papeleta y otros materiales a emplear para la consulta. Entre otras cosas, se planteó su impresión a cargo de los Talleres Gráficos de México y se avaló el uso del líquido indeleble —a cargo de la Escuela Nacional de Ciencias Biológicas del Instituto Politécnico Nacional— para marcar el dedo pulgar de los votantes, además se aprobó el «Programa de Operación del Sistema de Información sobre el desarrollo de la Revocación de Mandato 2022» a utilizar durante el ejercicio. Ocho días después, el Consejo General del organismo avaló por unanimidad el diseño de la papeleta electoral y otros documentos y materiales; entre la documentación se incluyó un modelo de plantilla en braille y el uso de elementos ya existentes, como urnas —a las que se les añadiría un forro con la leyenda «Revocación de Mandato»—, canceles electorales, mamparas y marcadores de credenciales, entre otros. Posteriormente, con motivo de recortes para reducir costos de la consulta, el INE aprobó no hacer compras de artículos de limpieza para las casillas, no contratar personal para realizar el conteo rápido —que sería conducido por el Comité Técnico Asesor de los Conteos Rápidos— e imprimir las boletas en papel convencional y no en papel de seguridad, pero sí incluyendo medidas de seguridad.
Posteriormente, el 19 de enero, la Comisión del Voto de las Mexicanas y los Mexicanos Residentes en el Extranjero aprobó el diseño de la papeleta electrónica y otra documentación electoral, también avalada por la Comisión Temporal de Seguimiento de los Procesos Electorales Locales el día siguiente. Tal boleta incluía la pregunta general «¿Estás de acuerdo en que Andrés Manuel López Obrador, Presidente de los Estados Unidos Mexicanos, se le revoque el mandato por pérdida de la confianza o que siga en la Presidencia de la República hasta que termine su periodo?» y tres opciones de respuesta: «Que se le revoque por pérdida de confianza», «Que siga en la Presidencia» y «Voto nulo».

#### Presupuesto
Previo a la aprobación, por parte de la Cámara de Diputados, de los presupuestos para 2022 —en los que el organismo solicitó trece mil millones de pesos, 3830.45 millones para la organización de la consulta de revocación—, el INE aprobó a mediados de octubre un monto de cincuenta millones de pesos para capacitación ante la eventual consulta. Un par de semanas después, hizo lo propio con una nueva partida presupuestaria de 41 millones de pesos para el diseño y producción de materiales didácticos a emplear para la capacitación y reclutamiento de funcionarios de mesas receptoras, así como nueve millones para el desarrollo de instrumentos tales como mamparas y aplicadores de líquido indeleble. El 5 de noviembre, en la primera comparecencia de un consejero presidente del INE ante la Cámara de Diputados, Córdova pidió no reducir el presupuesto solicitado de 3800 millones de pesos: «No pongan en riesgo la revocación, porque esto podría implicar que el Presidente dejara o continuara su mandato». Poco después, durante la discusión del Proyecto de Presupuesto de Egresos de la Federación 2022 se previó una reducción de 4913 millones de pesos al presupuesto del organismo electoral, lo que se dijo que afectaría a la organización de la consulta de revocación. En este sentido, integrantes del Consejo General del INE consideraron que tal reducción sería «imposible de cubrir» y advirtieron con acudir a la Suprema Corte en caso de concretarse.
Tal reducción se consumó al aprobarse el proyecto, el 14 de noviembre, con 273 votos a favor y 214 en contra. Por tanto, el consejero presidente confirmó que recurrirían ante el máximo tribunal y señaló que esta situación ponía en riesgo la consulta de revocación, mientras que el secretario de gobernación, Adán Augusto López, descartó tales temores. En este sentido, el presidente López Obrador coincidió y apuntó que el «INE tiene suficientes recursos». Tres días después, Córdova Vianello detalló que el instituto optaba por dos caminos: el ajuste presupuestal o la vía jurídica, por la que la Suprema Corte definiera «si este instituto por la escasez de recursos puede jurídicamente, sin incurrir en responsabilidades violando la ley, y realizar una revocación con menos casillas, o en todo caso, que establezca las condiciones correspondientes». No obstante, dijo que el INE no pondría «en riesgo otros derechos políticos de la ciudadanía, derechos laborales del personal del INE ni actividades sustanciales». El mismo día, el presidente de la SCJN, Arturo Zaldívar, apuntó que «el presupuesto no puede ser excusa para no realizar lo que se tiene por obligación».
Finalmente, el 7 de diciembre, el INE promovió una demanda de controversia constitucional ante la Suprema Corte contra el decreto del presupuesto de egresos de la Federación para 2022. En este sentido, el mismo día la Comisión Temporal de Presupuesto 2022 aprobó ajustes al presupuesto del organismo electoral para el año 2022, con lo que obtendría 1275.9 millones de pesos para la consulta de revocación, es decir, aún un déficit de 2554.54 millones de pesos para cumplimentar con las dimensiones de unos comicios federales. Al respecto, el Consejo General aprobó poco después ajustes a su presupuesto, con lo que sumó 227.1 millones de pesos a los 1275.9 millones previamente designados para la consulta de revocación, lo que implicaba un presupuesto de 1503 millones. A mediados de mes, un acuerdo de la Suprema Corte resolvió que el organismo electoral debía hacer los ajustes necesarios para llevar a cabo el ejercicio al negarle, como lo solicitaba, la suspensión del cuarto artículo transitorio de la Ley Federal de Revocación de Mandato —en el que el INE está obligado a garantizar la realización de la consulta—: «Es improcedente la suspensión respecto a que el INE no tenga que hacer ajustes a su presupuesto [...] así como que se exima al INE y a su personal de las sanciones administrativas, penales o de diversa índole a que hubiera lugar».

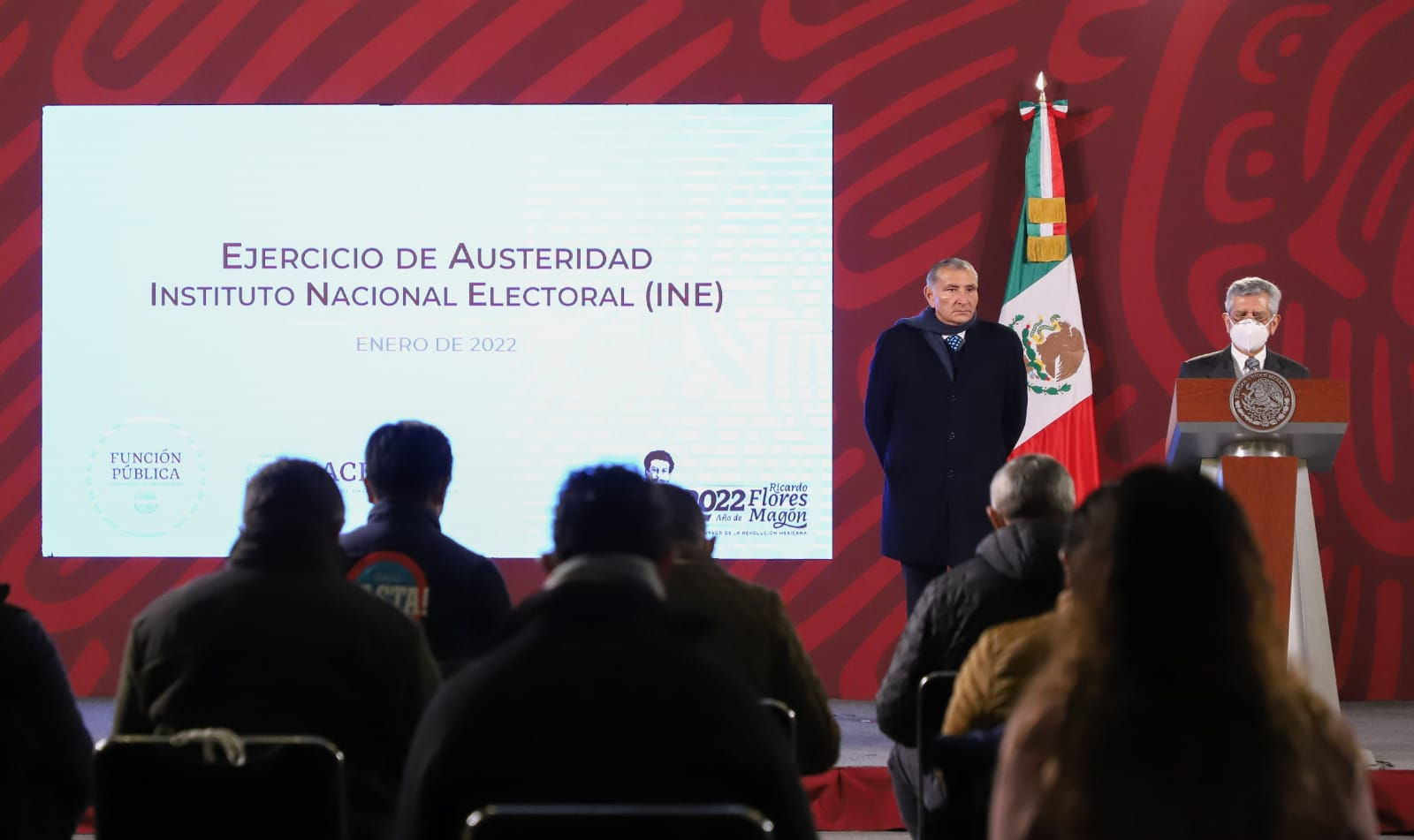
A mediados de enero, la Secretaría de la Función Pública presentó un plan de austeridad para el INE que, sin embargo, el ente electoral rechazó por considerarlo inviable y un «austericidio».

Mientras que López Obrador lo celebró, el propio INE descartó que el acuerdo le obligara a «realizar acción o tomar determinación alguna», dado que aún no se cumplía el requisito del número de firmas. En un comunicado, el instituto señaló que: «no hay impedimento jurídico alguno para que el INE tome determinaciones para resolver el dilema constitucional en el que la Cámara le ha colocado». Finalmente, con la recolección de firmas todavía en curso, el 17 de diciembre, el Consejo General determinó posponer temporalmente la organización de la consulta por la falta de recursos alegada. Tres días después, Córdova reiteró que la institución necesitaba de 3830 millones de pesos para celebrar la consulta: 27.2 millones para la campaña de difusión; 1212.3 millones para la contratación de 32 451 capacitadores, 5450 supervisores y personal técnico; 573 millones para operación de campo; 3.3 millones para monitoreo de propaganda y encuestas, 1471 millones para la instalación de las casillas de votación, 31.8 millones para la impresión de la lista nominal, 1.7 millones para atención a visitantes extranjeros, 4.1 millones para desarrollo de sistemas de capacitación y organización, 3.1 millones para la validación de las firmas y 502.4 millones para apoyos administrativos.
El 30 de diciembre, una vez revocada la decisión de suspender la organización, el Consejo General acordó reanudar las tareas de organización con un presupuesto de 1503 millones de pesos luego de ajustes presupuestales. A su vez, Córdoba señaló que, de persistir el déficit presupuestario, el INE acudiría a la SHCP, obligada por la determinación del TEPJF a «coadyuvar y propiciar la obtención de todos los elementos, así sea dentro de una perspectiva de austeridad, disponibilidad y eficiencia presupuestal para que sea factible garantizar la efectividad del derecho político electoral de participación ciudadana» y, por tanto, a aportar los recursos faltantes. El 7 de enero de 2022, el presidente López Obrador aseguró que le presentaría al INE un plan de austeridad para que el ente pudiera organizar la consulta con los recursos con los que contaba. Finalmente, cinco días después, el INE aprobó solicitar a la SHCP un presupuesto adicional de 1738 millones de pesos para la organización de la consulta, cuyo presupuesto total estimado redujo a 3306.73 millones de pesos, y pidió obtener una respuesta del gobierno antes del 31 de enero. En este sentido, el 5 de enero anterior, la SHCP interpuso ante el TEPJF una demanda de aclaración y una de regularización de procedimiento al considerar que la sentencia que le obligaba a atender las solicitudes presupuestales del ente electoral era «oscura, ambigua e incongruente». No obstante, el tribunal las declaró improcedentes.
Poco antes de aprobarse la solicitud de recursos adicionales, el secretario de Gobernación confirmó que había dialogado con Córdova sobre el presupuesto e insistió en que el gobierno trabajaba en una propuesta de recortes de gastos. Por su parte, la Secretaría de la Función Pública (SFP) presentó un plan de austeridad con medidas que implicarían ahorros para el INE por 2972 millones de pesos —«nuevo tabulador de sueldos [...] suprimir pagos de gastos médicos mayores [...] ajustes en gastos de operación», entre otros—. No obstante, el organismo rechazó tal propuesta al considerarla inviable y que conduciría a un «austericidio», y detalló imprecisiones, como el número de «plazas con nivel de director de área y niveles superiores», que aseguró «reflejan desconocimiento de la actividad electoral». Al respecto, el secretario de Gobernación adelantó un rechazo a la solicitud del ente electoral al plantear que: «No hay margen en el presupuesto público [para otorgar el aumento presupuestal solicitado]». El presidente López Obrador también rechazó, en su conferencia diaria del 17 de enero, el aumento presupuestal al órgano: «Ya está demostrado que sí tienen recursos para llevar a cabo esta consulta [...] Aparecen como ambiciosos, como lo que les importa es el dinero» y afirmó que el mexicano era uno de los organismos electorales más caros del mundo. Esto último lo negó el INE afirmando que cumplía con obligaciones que otros órganos no tenían, como la fiscalización de partidos políticos y campañas, o la emisión de credenciales de elector gratuitas.
Según un informe de finales de enero, el INE preveía un ahorro de 479 millones de pesos por la reutilización de material electoral, mientras continuaba a la espera de la respuesta de la SHCP sobre el incremento presupuestal solicitado. En este sentido, el presidente de la Suprema Corte afirmó que el 31 de enero se analizaría el presupuesto del organismo electoral para la organización de la consulta. Finalmente, el último día de enero, la SHCP rechazó la petición del INE al argumentar que: «No es viable jurídicamente otorgar pues en el ejercicio fiscal 2022 aprobado por la Cámara de Diputados no existe la disposición de asignación específica de recursos que permita aumentar el presupuesto del INE u otorgar excepcionalmente recursos adicionales». El rechazo a esta solicitud se sumó a otras tres ignoradas por la Comisión Federal de Electricidad, en la que se le pedían plantas eléctricas de emergencia, el Instituto Mexicano del Seguro Social, en la que se le requería personal de primeros auxilios para la jornada de la consulta, y la SEGOB, en la que se le solicitaba que la impresión de las boletas por parte de los Talleres Gráficos de México fuera gratuita. Ante esto, el INE acusó ante el TEPJF que la secretaría estaría incumpliendo la orden que le había dado el tribunal de hacer «efectivo el derecho político de participación de la ciudadanía» en la revocación de mandato.
El 2 de febrero, la SCJN determinó que el ente electoral llevara «a cabo el procedimiento de revocación de mandato de la manera más eficiente, tanto como lo permita el presupuesto que hasta el momento tiene programado»; también señaló el tribunal que el Congreso de la Unión no tenía la obligación de asignar recursos específicos para la consulta. Por su parte, el TEPJF ratificó el acuerdo con el que el instituto definió su estrategia presupuestal —impugnado por Morena— al recordar que el organismo tiene autonomía presupuestal. Poco después, López Obrador celebró la determinación de la Suprema Corte.

### Trabajos posteriores a la convocatoria

#### Convocatoria
El Consejo General del INE aprobó el 4 de febrero la «Convocatoria para el Proceso de Revocación de Mandato del Presidente de la República electo para el periodo constitucional 2018-2024» —lo que dio inicio formal y legal al ejercicio—, que establecía las bases, etapas y reglas de la consulta, confirmando su fecha de celebración el 10 de abril siguiente. Igualmente, determinaba un periodo de promoción y difusión del ejercicio a partir del «día siguiente de la publicación de la convocatoria en el Diario Oficial de la Federación, la cual concluirá hasta tres días previos a la fecha de la jornada», así como un periodo de restricción de la propaganda gubernamental del 4 de febrero al 10 de abril. En este sentido, con base en una acción de inconstitucionalidad en la que la Suprema Corte determinó que la difusión era tarea exclusiva del ente electoral, previamente se habían derogado los artículos de la Ley Federal de Revocación de Mandato que permitían a los partidos políticos promover la participación del electorado. Su emisión fue notificada al presidente López Obrador, al TEPJF y a la SCJN:

El Instituto Nacional Electoral [...]
CONVOCA

A las y los ciudadanos de los Estados Unidos Mexicanos para que participen en el proceso de revocación de mandato del Presidente de los Estados Unidos Mexicanos electo para el periodo constitucional 2018-2024, en el que la pregunta objeto es: ¿Estás de acuerdo en que a ANDRÉS MANUEL LÓPEZ OBRADOR, Presidente de los Estados Unidos Mexicanos, se le revoque el mandato por pérdida de la confianza o siga en la Presidencia de la República hasta que termine su periodo?; cuya jornada de votación se llevará a cabo el domingo 10 de abril de 2022 [...]
Convocatoria del INE.

Durante la discusión correspondiente, se aprobó la incorporación del derecho de los ciudadanos a expresar sus puntos de vista sobre el ejercicio, con las restricciones establecidas en la ley. Al respecto, la convocatoria señalaba: «Ninguna otra persona física o moral [además del INE], sea a título propio o por cuenta de terceros, podrá contratar propaganda en radio y televisión dirigida a influir en la opinión de las y los ciudadanos sobre la revocación de mandato». En esa ocasión, el consejero presidente Córdova afirmó: «Durante los próximos 63 días, el Instituto Nacional Electoral concentrará sus energías, su tiempo, sus recursos materiales y humanos, así como sus capacidades institucionales en lo que mejor sabe hacer, la organización de un proceso para el ejercicio de los derechos políticos de la ciudadanía». En el documento también se definían las reglas de participación ciudadana y se fijaba un horario de votación de 08:00 a 18:00 horas, y de 20:00 del 1 de abril a las 18:00 horas del 10 de abril en el caso del voto electrónico para ciudadanos residentes en el extranjero. Por otra parte, se determinaba que los resultados oficiales eran exclusivamente los informados por el INE y, de ser el caso, el Tribunal Electoral.
Para la difusión, el instituto planteó inicialmente siete anuncios para radio y televisión, 179 inserciones en medios —162 locales y 17 nacionales—, contenidos específicos para redes sociales, 32 foros estatales de discusión —más dos foros previstos por la ley— y un micrositio con información sobre la consulta. El mismo día, el organismo aprobó modificaciones a sus lineamientos de la consulta; para el número de casillas se emplearían unidades territoriales similares a las empleadas en la consulta popular del 1 de agosto de 2021, lo que implicaría —preliminarmente— una cifra de 57 377 casillas —las 57 077 empleadas para la consulta y trecientas especiales, una por cada distrito electoral—. Retomar las unidades conllevaría un aproximado de dos mil votantes por casilla, más un 10 % adicional si así lo permitía la ubicación, y dos mil papeletas por casilla especial. La ubicación tendría que ser aprobada por las juntas distritales antes del 16 de febrero y, en caso de alguna modificación, informar las direcciones exactas el 3 de marzo. Al momento de emitir la convocatoria, el INE informó que contaba con 1567.4 millones de pesos para la organización, ante la negativa de la SHCP de aportar 1738.9 adicionales solicitados.

#### Labores de organización

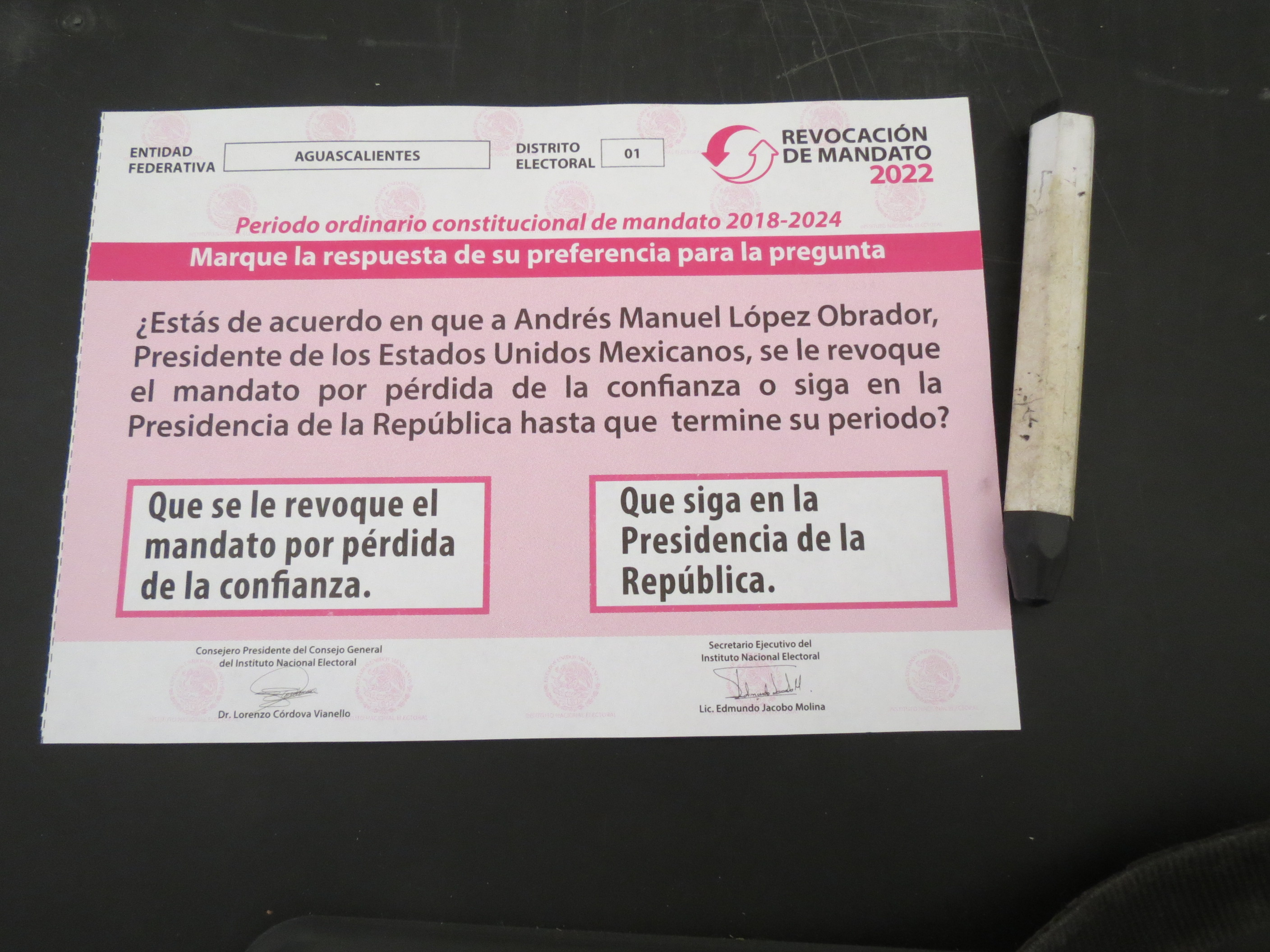
Papeleta y crayón empleados durante la consulta de revocación.

La convocatoria de la consulta se publicó en el Diario Oficial de la Federación el 7 de febrero; Dos días antes, Córdova insistió en que la Revocación de Mandato «hoy es posible, lamentablemente disminuida», «gracias a una sola institución, al INE»; además, dio inicio la impartición de talleres a supervisores y capacitadores asistentes electorales —elegidos por los consejos distritales del INE—, encargados de visitar e invitar a los ciudadanos seleccionados como funcionarios de casilla, para capacitaciones en torno a la integración de las mesas directivas. En torno a esas fechas, el ente electoral también anunció la ampliación de la vigencia de las credenciales para votar que perdieron su validez a inicios del 2022; se trataba de 4 492 552 credenciales: 3 919 063 que perderían su vigencia el 11 de abril —después de la jornada de la consulta— y 573 489 el 6 de junio, por tratarse de credenciales pertenecientes a una de las seis entidades con comicios programados para el 5 de junio. El 9 de febrero, empezó la primera etapa de capacitación de funcionarios de casilla, con lo que 1512 supervisores y 10 557 capacitadores asistentes electorales comenzaron las visitas domiciliarias a los ciudadanos sorteados para invitarles a participar en el ejercicio, luego de que el 8 de febrero concluyeran sus talleres sobre las actividades de integración de las mesas.
Tanto el PAN —al considerar que se habían desestimado las irregularidades en la recolección de rúbricas— como Morena —al considerar que el INE contaba con recursos suficientes para instalar 84 mil casillas— impugnaron ante el Tribunal Electoral los lineamientos de la consulta. Sin embargo, el organismo electoral rechazó la instalación de más casillas incluso pese a recibir más recursos, pues ya se había cruzado «el punto de no retorno» y, finalmente, el 16 de febrero, el TEPJF validó la convocatoria, con lo que desestimó también los argumentos en contra presentados por la Cámara Nacional de la Industria de Radio y Televisión y el gobernador de Jalisco, Enrique Alfaro Ramírez —sobre la restricción de la propaganda gubernamental—, y la solicitud del PAN de aplicar el causal de nulidad de elección por las irregularidades encontradas. Más tarde, el 21 de febrero, el Consejo General del INE aprobó «medidas de racionalidad y disciplina presupuestaria», con lo que sumó 416.6 millones de pesos de ahorro y reportó un gasto de 1692.5 millones de pesos en total para la organización y celebración de la consulta. Igualmente, modificó sus lineamientos «a fin de garantizar la correcta aplicación de los ingresos y egresos por parte de los partidos políticos y de los observadores».
En esa misma ocasión, se reportó que de 286 840 personas requeridas como funcionarios de casilla, habían aceptado y eran aptas 267 804, es decir un 93.36 % de integración de las mesas garantizadas. El 23 de febrero, la Comisión del Registro Federal de Electores aprobó proponer al Consejo General del INE efectuar un conteo rápido la noche de la jornada de la consulta, con el objetivo de proporcionar «datos preliminares oportunos, objetivos y confiables a unas horas del cierre de las casillas el 10 de abril». Tal conteo, a partir de una muestra probabilística, quedaría a cargo del Comité Técnico Asesor de los Conteos Rápidos para los Procesos Electorales Locales 2021-2022, que aconsejaba un tamaño de muestra de entre 1200 y 1800 casillas e incluiría una sobremuestra de los distritos federales con huso horario diferente al de la capital del país. En esa misma ocasión, se aprobó la forma y contenido de la «Lista Nominal del Electorado con Fotografía para la Revocación de Mandato», que aún debía ser validado por el Consejo General. Por otra parte, la Sala Regional Especializada del Tribunal Electoral determinó que ni servidores públicos ni dirigentes e integrantes de Morena vulneraron las reglas de la recolección de firmas para la consulta, esto con relación al uso del término «ratificación», pues se habría tratado de una «forma particular de entender los alcances, efecto y consecuencias que pudiera llegar a tener este mecanismo de democracia directa».
El 24 de febrero, el INE aseguró que las «actividades relativas a la organización y capacitación [de la consulta de revocación] no son comparables con las que realizó el INE para la Consulta Popular [de agosto de 2021], ya que para la Revocación de Mandato se inicia un proceso desde cero», además de que el proceso de la consulta popular «contó con la inercia de muchas de las actividades que llevó a cabo para organizar la elección federal del 6 de junio de 2021». Por ello, detalló que fue necesaria una «nueva insaculación» de ciudadanos para fungir como funcionarios de casilla y realizar las «gestiones y levantamiento de recursos necesarios para la instalación de casillas y adquirir de nueva cuenta materiales como la tinta indeleble o insumos sanitarios». Lo anterior ante las comparaciones y críticas que hicieron políticos, como López Obrador, entre ambas consultas, sus costos y el número de centros de votación instaladas. Igualmente, el organismo reportó a ese momento 368 974 ciudadanos seleccionados y aceptantes de participar como funcionarios, lo que representaba un avance del 128.63 % de las personas requeridas.
Un informe de fiscalización del ente electoral encontró que gobernadores, superdelegados, diputados morenistas y petistas, y comités municipales de Morena utilizaron indebidamente recursos públicos, en actos públicos llevados a cabo en Sonora, Guerrero y Tlaxcala, durante la recolección de firmas para la solicitud de la consulta. Además, se determinó que la asociación civil «Que Siga la Democracia» desplegó propaganda en favor de López Obrador en al menos veintiún estados del país. Previamente, el TEPJF ya había confirmado una multa de la Sala Regional Especializada a esa asociación por indebida promoción del proceso de revocación, que involucraba el uso de la palabra «ratificación». El 25 de febrero, el INE confirmó la realización del conteo rápido, para lo que aprobaron sus criterios estadísticos y operativos; el Consejo General también aprobó la forma y contenido de la «Lista Nominal del Electorado con Fotografía para la Revocación de Mandato» —a producirse en «papel seguridad tamaño carta de 90 gramos, color marfil, fibras visibles a simple vista y marca de agua [...] elementos de seguridad de tres capas al reverso, microimpresión y Código de Verificación de Producción»—.
Por otra parte, se informó que 12 061 capacitadores ya habían capacitado a 418 328 personas sorteadas como funcionarias de casilla y la Comisión Temporal de Seguimiento de los Procesos Electorales Locales 2021-2022 aprobó un informe sobre los observadores electorales, que cifraba en 254 las solicitudes presentadas, la mayoría en Estado de México (51), Ciudad de México (24) y Veracruz de Ignacio de la Llave (20). El último día del mes, el presidente del TEPJF, Reyes Rodríguez Mondragón, reportó que el tribunal había recibido setenta impugnaciones sobre las firmas y la convocatoria del ejercicio, a la vez que dijo que el órgano estaba listo para calificar la consulta. El 4 de marzo, el ente electoral confirmó la suspensión de las visitas domiciliarias en el municipio de San José de Gracia, Aguascalientes, por la violencia en el área. En un corte, a 36 días del ejercicio, Córdova reportaba 214 % de los 287 mil personas requeridas como funcionarias para las 57 510 casillas, cuya cifra actualizó, a instalarse el 10 de abril. Más tarde, el 14 de marzo, el INE inició —a través de los trescientos consejos distritales— la publicación en lugares concurridos de cada distrito y en redes sociales de los listados con las ubicaciones de las casillas, de las que serían instaladas 57 500 en todo el país —57 200 básicas y contiguas, además de 300 especiales—. La ubicación definitiva también sería dada a conocer a partir del 28 de marzo, a través del sistema «Ubica tu Casilla» en la página de Internet del INE y localizadas por medio del número de sección de la credencial para votar.
Dos días después, el Senado modificó con 93 votos a favor y 0 en contra la Ley Federal del Trabajo para obligar a los patrones a otorgar «el tiempo necesario» a los trabajadores «para el ejercicio del voto en [...] los procesos de revocación de mandato». Poco después, la Secretaría de la Defensa Nacional informó que 1917 miembros del Ejército Mexicano y la Guardia Nacional apoyarían en el traslado y resguardo de la documentación electoral, además de que se daría apoyo de seguridad el 10 de abril. El 18 de marzo, Córdova insistió en que «hoy la Revocación va gracias» a «la renovada y poderosa alianza entre la ciudadanía y su INE», y se reportó, con corte al 11 de marzo, una cifra de 57 513 casillas a instalar —24 487 básicas, 32 726 contiguas y 300 especiales—. Además, la Comisión del Registro Federal de Electores aprobó la lista nominal, que cifraba en 92 805 424 ciudadanos inscritos —98.63 % con respecto al padrón electoral; 48 160 197 mujeres y 44 645 227 hombres—, y 17 792 mexicanos residentes en el extranjero. Poco después, el 23 de marzo, el Consejo General validó el listado y el registro de mexicanos en el extranjero, además cifró en 57 516 las casillas a instalar —24 487 básicas, 32 729 contiguas y 300 especiales—. Igualmente, se informó que, para ese momento, «había más de 255 mil ciudadanas y ciudadanos con su segunda capacitación, el equivalente al 88.09 por ciento» y se presentó el «procedimiento muestral para la verificación de las medidas de seguridad en la documentación electoral y del funcionamiento del líquido indeleble».
Por su parte, la Comisión Federal de Electricidad (CFE) garantizó el suministro eléctrico en los inmuebles del INE durante la jornada de la consulta, anticipando el despliegue de plantas de emergencia y personal. El 26 de marzo, comenzó a funcionar la plataforma «Ubica tu Casilla» luego de que, en medio de críticas por «esconde[r] las casillas», el organismo adelantara su entrada en funciones, al tiempo que afirmó que el «INE no esconde casillas». A finales de marzo, el INE celebró «reuniones de intercambio con misiones de acompañamiento internacional» y confirmó que, aunque el país entero se encontraba en semáforo epidemiológico verde por la pandemia de COVID-19, se aplicarían los mismos protocolos sanitarios que en la elección del 2021. Por su parte, la Consejería Jurídica del Ejecutivo Federal presentó un recurso de queja ante la Suprema Corte en contra del INE por la reducción «de manera discrecional e injustificada» del número de casillas a instalar, por lo que el máximo tribunal dio al instituto un plazo de quince días para informar u ofrecer pruebas sobre la forma en que organizó la consulta. El 3 de abril, Córdova afirmó que el INE estaba listo «para que la Revocación de Mandato transcurra en paz y en condiciones de legalidad, equidad, transparencia y certeza», además de que cifró más de 287 mil personas capacitadas para fungir como funcionarios de casilla, de las que se instalarían 57 517, así como más de 2400 solicitudes aprobadas para observadores electorales y 52 visitantes extranjeros de dieciocho países. También insistió en el conteo rápido a realizar el 10 de abril con una muestra de 1800 centros de votación.
Unos días antes de la consulta, ante el cierre del registro de representantes partidistas de casilla, se reportó que casi todas las formaciones de oposición —PRI, PRD y MC— se negaron a registrar un solo representante, mientras que el PAN inscribió veintiséis mil representantes de casilla y cuatro mil generales. De igual forma, dos de las formaciones gubernamentales —PVEM y PT— también registraron un número reducido de representantes, mientras que Morena fue el único que acreditó 114 mil representantes de casilla y casi ocho mil generales, con una cobertura casi total de los centros de votación. Asimismo, los primeros días de abril, la Misión de Visitantes Extranjeros de la Organización de los Estados Americanos (OEA) —catorce especialistas de ocho países— inició su despliegue en el país para observar el proceso de la consulta y sostuvo reuniones con autoridades del INE y el Tribunal Electoral. Igualmente, el instituto electoral rechazó la solicitud de «Que Siga la Democracia» de instalar sus propias casillas y se informó que algunos estados, como Tlaxcala, Zacatecas, Nuevo León, Ciudad de México, entre otros, habría ley seca el día del ejercicio.
Con corte al 7 de abril, el INE cifró en 12 064 los supervisores y capacitadores electores, dos las rondas de capacitación, más de 287 mil las personas instruidas como funcionarios de casilla, más de 4400 solicitudes aprobadas de personas que fungirían como observadoras, 98 extranjeros de veinticinco acreditados y estimó que en torno a las 21:00 o 22:00 horas del 10 de abril se harían públicos los resultados del conteo rápido. El mismo día llevó a cabo el «Foro Informativo para las y los visitantes extranjeros en el marco del proceso de Revocación de Mandato del Presidente de la República, que tendrá lugar el próximo 10 de abril» con la participación de los 98 extranjeros acreditados. A la par de la suspensión de las labores de difusión en radio y televisión del instituto, inició una veda electoral de tres días —del 7 al 10 de abril—, con la salvedad de que en los seis estados con comicios en junio siguiente las campañas electorales podrían continuar, pero sin hacerse referencia a la consulta de revocación. El 8 de abril, se seleccionó la muestra de 1800 casillas —más treinta en los distritos federales de Sonora y Baja California— para el conteo rápido, en el que se estimó la participación de 1700 supervisores y capacitadores asistentes electorales.
Un día después, en una conferencia de prensa previa al referéndum, autoridades del INE aportaron como cifras finales 10 558 capacitadores asistentes electorales, 1512 supervisores electorales, un 100 % de personas capacitadas y por tanto igual número de casillas con funcionarios listos para el ejercicio, 6 192 000 personas visitadas, 659 794 que cumplían los requisitos y aceptaron participar y 287 260 como el universo del funcionariado de casilla. De esta última cifra, un 97.7 % participó en simulacros —la mayor cifra en algún proceso electoral—. Además, estimaban un tiempo de traslado menor a quince minutos en transporte para un 92 % de los ciudadanos para llegar a su sitio de votación, de los que se reportó que, por la «situación social y de inseguridad», no se instalarían en tres municipios de Chiapas: Venustiano Carranza, Frontera Comalapa y Honduras de la Sierra. En ese momento, el ente electoral se decía listo para la jornada de la consulta.

##### Materiales

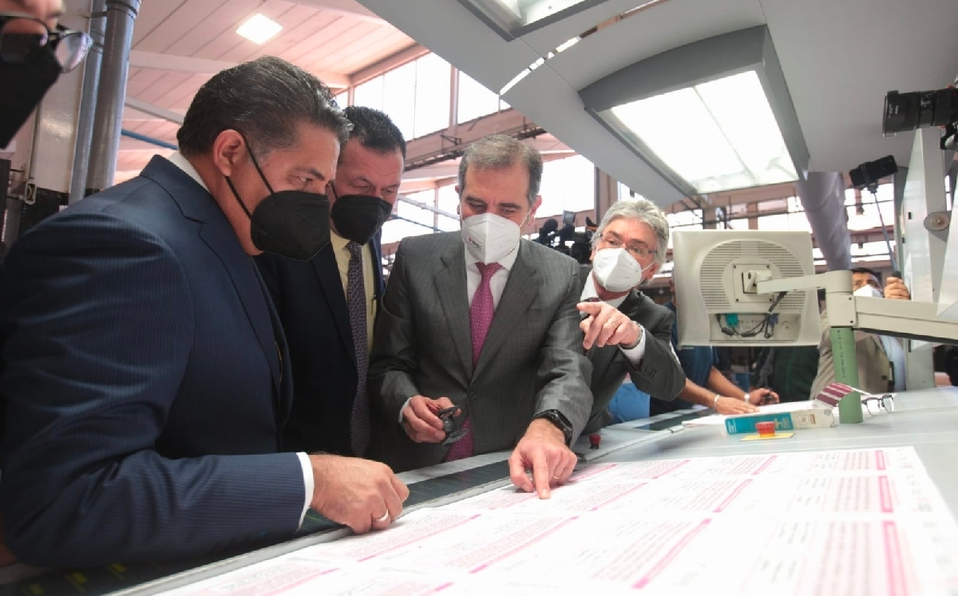
El 16 de febrero, inició la impresión de las papeletas para la consulta en los Talleres Gráficos de México.

El 5 de febrero, Córdova indicó que se imprimirían «alrededor de 92 millones de boletas y cada ciudadana y ciudadano va a tener una boleta esperándolo»; se estimó un costo de 41 millones de pesos para la impresión de las papeletas, que correría a cargo de los Talleres Gráficos de México. El 13 de febrero, Córdova adelantó que la impresión de las boletas y otros materiales electorales iniciaría tres días después, luego de la negativa de Talleres Gráficos de México de donar la impresión de las papeletas.
Tal como estaba previsto, la impresión de las 94,5 millones de boletas comenzó el 16 de febrero; aunque no en papel seguridad, sí contarían con medidas de seguridad —«microimpresión, impresión invertida, impresión sustituta, imagen latente e impresión invisible»—. Aunque se previó que concluyera la impresión el 10 de marzo siguiente, momento a partir del que iniciaría el reparto de las mismas en todo el país, la distribución a los consejos distritales inició el 16 de marzo desde las instalaciones de los Talleres Gráficos de México. Se planteó que se extendería hasta el 26 de marzo siguiente, resguardadas en su trayecto por la Guardia Nacional, para posteriormente entregarse —entre el 4 y 8 de abril— a los ciudadanos presidentes de casilla.
Para este momento, algunos estados, como Chiapas, Morelos y Tabasco, habían comenzado a recibir material y documentación no custodiada —«hojas de incidentes, cartel de localización e identificación de casilla para papeletas sobrantes [...] plantilla Braille  [sic] con instructivo, hoja para hacer las operaciones de escrutinio y cómputo, cartel de resultados» y otros—. Al 22 de marzo, ya se habían entregado las papeletas en al menos 23 estados del país. El 6 de abril, se denunció el robo de tres paquetes electorales en Mexquitic de Carmona,  para una sumatoria total de 5200 papeletas, por lo que se solicitó su reposición.

##### Voto en el extranjero
El 9 de febrero, el organismo electoral publicó en el Diario Oficial de la Federación su «Plan Integral de Trabajo del Voto de las Mexicanas y los Mexicanos Residentes en el Extranjero para el Proceso de Revocación de Mandato» que explicaba las características del voto a distancia —por correo postal o vía electrónica— de los ciudadanos residentes en el extranjero. Con ello se determinaron dos formas de participación: entrega personal de la boleta en módulos instalados en embajadas o consulados o por medio de una plataforma electrónica. Para participar, los ciudadanos debían registrarse en la «Lista Nominal de Electores Residentes en el Extranjero», con fecha del 26 de marzo para el envío del enlace a tal plataforma, el «Sistema de Voto electrónico por Internet». Poco después, el instituto llevó a cabo la «Jornada Virtual de Registro para Votar desde el Extranjero» con el objetivo de «atender [las] preguntas [de los mexicanos residentes en el extranjero] y explicarles el proceso que deben seguir para poder registrarse en la Lista Nominal de Electores Residentes en el Extranjero».
El 7 de marzo, dio inicio un simulacro, de cinco días, del voto electrónico, en el que participarían 4728 personas y con el objetivo de «verificar el funcionamiento, procesos, logística y usabilidad del Sistema de Voto Electrónico por Internet para las y los Mexicanos Residentes en el Extranjero». Finalizó el 11 de marzo, con la participación de 3192 votantes y, según datos del propio INE, «generó confianza plena o mucha confianza en el 96.77% de los participantes, mientras que el 97.06% indicó que el procedimiento de verificación del voto fue “totalmente claro, bastante claro, o claro”». Aunque al momento de validar la lista nominal se reportó un total de 17 792 personas registradas para participar desde el extranjero en la consulta, lo que representaba alrededor del 3.9 % de los más de 400 mil mexicanos residentes en el extranjero, el 1 de abril, cuando se llevó a cabo el «Protocolo de Apertura del Sistema del Voto Electrónico por Internet para las y los Mexicanos Residentes en el Extranjero para la Revocación de Mandato», se informó que se añadieron diecisiete registros para una sumatoria total de 17 809 mexicanos residentes en el extranjero habilitados para participar, que lo podrían hacer de las 20:00 horas de ese día y hasta las 18:00 horas del 10 de abril. El 9 de abril, se informó que se contabilizaban 5828 votos emitidos con corte al día previo.

##### Difusión

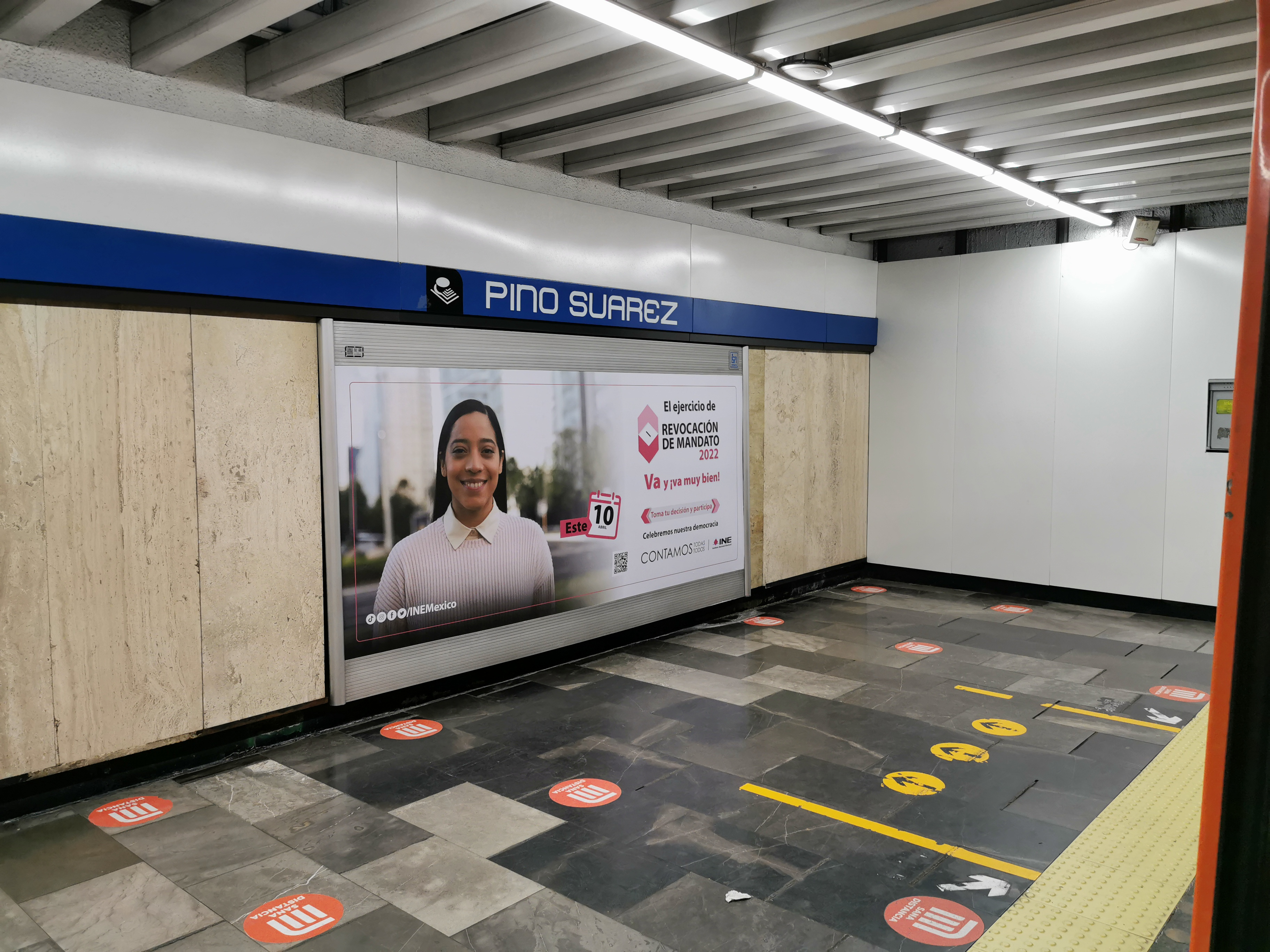
Promocional del Instituto Nacional Electoral sobre la consulta de revocación en el metro de la Ciudad de México el 25 de febrero.

Poco después de publicarse la convocatoria, el INE ya contaba con los primeros promocionales para dar a conocer entre la población las características del ejercicio, cuya difusión comenzó el 8 de febrero. Veinte días después, el INE reportaba 93 718 impactos de anuncios transmitidos a nivel nacional en radio y televisión, 4 057 887 impresiones, 68 bardas, espectaculares, lonas, sitios de transporte, pantallas y vallas digitales en varios estados, cuatro perifoneos en Ciudad de México, Nayarit y Sonora, y 818 espacios en vía pública —incluyendo 634 espacios en metro, parabuses y carteles digitales donados por la Ciudad de México—. Además, el minisitio del organismo sobre la consulta había recibido, al 14 de febrero, 47 068 visitas y las 226 publicaciones en redes sociales sumaban 124 015 interacciones.
El 25 de febrero, el INE aprobó celebrar tres foros de discusión nacional sobre la consulta «para promover la participación y el debate informado entre la ciudadanía», con su transmisión —a cargo de la Coordinación Nacional de Comunicación Social y la Dirección Ejecutiva de Capacitación Electoral y Educación Cívica— por medio de medios digitales y las redes sociales del instituto. Tres días después, Córdova informó que los tres foros nacionales se llevarían a cabo en la capital mexicana, los días 25 de marzo, 31 de marzo y 3 de abril, a la vez que también habrían ejercicios similares en cada uno de los 32 estados del país. A comienzos de marzo, la jefa de Gobierno Sheinbaum aseguró que «no hay ninguna comunicación del Instituto Nacional Electoral con respecto al ejercicio que va a haber el 10 de abril», a lo que el INE insistió en que los siete anuncios que había desarrollado se habían difundido en 304 185 ocasiones entre el 8 y el 22 de febrero, pautadas en 3538 emisoras de radio y televisión en el país. Por esas fechas, la Secretaría de Administración y Finanzas de la Ciudad de México y el organismo electoral firmaron un convenio para difundir la consulta en mobiliario urbano y en el metro.
Similar a lo señalado por Sheinbaum, el 14 de marzo, López Obrador sostuvo en su conferencia de prensa que «el INE, con todo respeto, sin el ánimo de polemizar, está actuando de manera antidemocrática y están violando la Constitución en la letra y en el espíritu, porque no quieren que se sepa que va a haber una consulta». Dos días después, reiteró que el INE «viola la Constitución porque no informa». Poco después, el INE detalló que los tres foros nacionales sobre la consulta se llevarían a cabo los días 25 de marzo, 31 de marzo y 3 de abril a las 17:00 horas, cada uno con cuatro participantes —dos a favor de la revocación del mandato y dos a favor de la continuidad del presidente— y una duración aproximada de entre una hora y una hora y media. A ellos se sumarían el resto de foros, 34 estatales y 238 distritales. El 22 de marzo, se llevó a cabo el sorteo para determinar el orden de participación de los ponentes en los foros de discusión. Sobre las críticas a la difusión de la consulta, Córdova respondió el 21 de marzo: «Es absolutamente falso que el INE permanezca callado sobre el proceso de revocación de mandato, todo lo contrario, en apego a sus facultades y obligaciones constitucionales, el INE es la autoridad encargada de difundir este ejercicio entre la población». El 24 de marzo, el presidente reiteró: «Hubiéramos deseado que se diera una difusión completa, pero no fue posible, ni el INE ni los medios de comunicación; no le han dado la importancia que tiene». En este sentido, al 25 de marzo, ciudadanos y partidos políticos habían presentado al menos veinte juicios ante el Tribunal Electoral en contra del INE por el número de casillas a instalar y por lo que consideraban una inadecuada promoción de la consulta.
Un día después, se llevó a cabo el primer foro nacional de discusión, moderado por la periodista Pamela Cerdeira, en el que participaron Gilberto Lozano —fundador del «Frente Nacional Ciudadano Anti AMLO»— y Natalia Vidales —activista y periodista— en favor de la revocación y Juncal Solano —abogada y activista— y Julián Atilano —investigador del Programa Universitario de Estudios sobre Democracia, Justicia y Sociedad de la UNAM— en pro de la continuidad del presidente. El último día de marzo, se celebró el segundo encuentro, con la moderación del periodista Mario Campos y la participación de Renata Turrent —experta en políticas públicas— y Meme Yamel —directora de The Mexico News— en contra de la revocación y Lucía Esparza —miembro del «Consejo Rector de [Frente Nacional Ciudadano Anti AMLO]»— y Jorge Goñi —integrante de Ciudadanos con Causa— en la postura contraria. Como estaba previsto, el último foro nacional se llevó a cabo el 3 de abril, con la moderación de la periodista Luisa Cantú, y la participación de Sofía Orozco —editorialista del diario Mural— y Nancy de Santiago —analista política— en favor de la revocación y en contra, Lizette Vázquez —integrante de la organización «Que Siga la Democracia»— e Isaac de Paz —profesor de la Universidad Autónoma de Baja California—. Para resolver preguntas de la ciudadanía también se empleó un asistente virtual del INE —un bot conversacional denominado «Inés»—, específicamente para temas relacionados con la consulta, la ubicación de casillas y los protocolos sanitarios; según el propio organismo, había mantenido 27 700 conversaciones hasta poco antes del plebiscito.
A partir del 7 de abril, según lo señalado en la Ley Federal de Revocación de Mandato, el INE suspendió sus labores de difusión en radio y televisión de la consulta. En esa ocasión, la consejera del ente Carla Humphrey afirmó: «Hemos cumplido con una difusión objetiva, imparcial y con fines informativos, la cual, de ninguna forma, ha estado dirigida a influir en las preferencias de la ciudadanía en favor o en contra de la Revocación de Mandato». El organismo informó que hasta ese día se habían efectuado 36 foros estatales y 243 distritales, se habían difundido 1 095 000 anuncios en radio y televisión, el micrositio de la consulta había recibido más de 579 mil visitas, se habían emitido 769 boletines, otorgado 874 entrevistas de consejeros y miembros de la Junta General Ejecutiva y realizado más de mil publicaciones en redes sociales, con más de 23.5 millones de impresiones, inserciones en dieciséis periódicos nacionales y 179 estatales —tiraje acumulado de más de 7.2 millones de ejemplares—, a lo que se sumaron 1700 espacios de publicidad exterior en Ciudad de México y Estado de México. Por su parte, las Juntas Locales y Distritales efectuaron campañas de difusión en 1726 espacios y se encargaron de distribuir más de 39 mil volantes y 24 mil carteles. En suma, el organismo calificó como «rotundamente falso» las acusaciones en su contra de «no [haber] cumplido con su deber constitucional y legal —y su atribución exclusiva— de difundir el ejercicio de Revocación de Mandato y promover la participación ciudadana».

#### Restricción de la propaganda gubernamental
El 6 de febrero, Córdova instó a los políticos a respetar la suspensión de la propaganda gubernamental —únicamente permitiéndose la emisión de campañas relacionadas con educación, salud y protección civil—. El INE detalló que tal prohibición «es aplicable en todo el territorio nacional, a los tres órdenes de gobierno (federal, estatal y municipal), así como a cualquiera de sus poderes (Ejecutivo, Legislativo y Judicial)» y que su Comisión de Quejas y Denuncias «podría conocer sobre cualquier irregularidad para dictar, en su caso, las medidas cautelares correspondientes», pero sería el TEPJF «la instancia que resuelva el fondo de las quejas que se llegaran a presentar y determine las sanciones correspondientes». Poco después, López Obrador pidió definir los alcances de la restricción de la propaganda gubernamental para definir, entre otras cosas, su comportamiento en la inauguración del Aeropuerto Internacional Felipe Ángeles (AIFA) —prevista para el 21 de marzo—, por lo que Córdova reiteró que implicaba la suspensión de la «difusión en los medios de comunicación de toda propaganda gubernamental de cualquier orden de gobierno y solo podrán difundirse las campañas relativas a servicios educativos, de salud y protección civil». En este sentido, en esas fechas, la Comisión de Quejas del INE ordenó el retiro temporal de la conferencia presidencial del 2 de febrero, dado que el mandatario había hablado sobre la pregunta que aparecería en la boleta.
A mediados de febrero, gobernadores de Morena publicaron un desplegado en apoyo al presidente, que el INE ordenó retirar, al considerarlo propaganda gubernamental, a partir de una queja del PAN. Además, partidos opositores prepararon quejas y denuncias por la aparición de vallas publicitarias que llamaban a votar por la permanencia de López Obrador en al menos diez estados. Por esas mismas fechas, la Comisión de Quejas y Denuncias emitió dos medidas cautelares contra el presidente —por difusión de actividades del 12 y 13 de febrero en su página de Internet— y el Grupo Parlamentario de Morena en el Senado —por un comunicado de apoyo a López Obrador—. En este sentido, el INE pidió poco después a Morena respetar la restricción de la propaganda, que los propios legisladores habían aprobado. El 22 de febrero, el TEPJF confirmó que el presidente había llevado a cabo actos de propaganda gubernamental los días 12 y 13 de febrero en Sonora, por lo que confirmó la orden de eliminar las publicaciones relacionadas. Además, la Comisión de Quejas y Denuncias aceptó un caso presentado por el PRD contra la jefa de Gobierno de Ciudad de México por dos tuits publicados el 18 de febrero, uno relacionado con una obra de su administración y otro en el que llamaba a participar «en eso que me prohibieron hablar», y ordenó el retiro del primero. Seis días después, la misma Comisión ordenó a alcaldes de Morena de Ciudad de México retirar un desplegado en apoyo del presidente, publicado el 16 de febrero.
A inicios de marzo, los gobernadores de Morena impugnaron ante el TEPJF las medidas que el INE impuso ante sus publicaciones en apoyo al presidente. Por su parte, López Obrador defendió los espectaculares que promovían la consulta al señalar que «si los ciudadanos quieren participar y quieren que se sepa, pues yo creo que sí tienen derecho de difundir de qué va a haber este evento». Asimismo, el Tribunal Electoral ratificó la prohibición de la difusión de propaganda gubernamental al resolver dos medios de impugnación. En este sentido, la Comisión de Quejas y Denuncias ordenó a la Secretaría de Finanzas de la capital despintar bardas con publicidad sobre la convocatoria, firmadas por la organización «Que Siga la Democracia», en sus instalaciones. El 7 de marzo, el TEPJF confirmó las medidas cautelares contra la jefa de Gobierno y, dos días después, ordenó al INE determinar si eran procedentes medidas contra «Que Siga la Democracia» por la publicidad que desplegó en todo el país. Al hacerlo, el instituto rechazó aplicar medidas al determinar que se trataría de propaganda en favor de la continuidad de López Obrador por parte de una asociación civil, lo que no podía prohibirse. Sin embargo, la Comisión de Quejas y Denuncias afirmó que revisaría con un «enfoque integral la campaña “multimillonaria”» de esa organización e indicó que «se financia “con dinero opaco” porque no está claro de dónde viene y, al tener una “plena identidad con Morena”, podría tratarse de una simulación o fraude a la ley».
El 10 de marzo, se ordenó a Morena retirar dos publicaciones de Twitter por considerarlas difusión de «acciones de beneficio social» en periodo de restricción de la propaganda. El mismo día, la Cámara de Diputados aprobó con 268 votos a favor y 213 en contra en lo general y 267 a favor y 210 en contra en lo particular un «decreto de interpretación» sobre qué es la propaganda gubernamental, en un intento por permitir a funcionarios públicos promover la consulta de revocación. En este sentido, se definía la propaganda como «escritos, publicaciones, imágenes, grabaciones y proyecciones» difundidas bajo comunicación social con «cargo al presupuesto público» y descartando como tal a las «expresiones de las personas servidoras públicas, las cuales se encuentran sujetas a los límites establecidos en las leyes aplicables. Tampoco constituye propaganda gubernamental la información de interés público». Por su parte, la jefa de gobierno Sheinbaum reiteró que: «No nos vamos a cansar de pedir la participación en esta jornada de democracia participativa que viene [la consulta de revocación], es fundamental, invitamos a toda la ciudadanía a que participe».
Un día después, la Comisión de Quejas y Denuncias ordenó el retiro de todos los anuncios que promovieran el ejercicio y para los que se usaba la figura del presidente, además de remover lonas y pintas en bardas. Tal determinación involucraba 278 anuncios, 21 elementos adheridos a equipamiento urbano, 31 bardas y once lonas en diecinueve estados e involucraba al partido Morena, a la organización «Que Siga la Democracia» y «a quienes resulten responsables», todo a partir de quejas presentadas por PRI, PAN, PRD y veintiséis ciudadanos. Sheinbaum calificó esta decisión como un «exceso», afirmó que la comisión «no [tiene] la información, no [sabe] qué fue lo que pasó y a partir de ahí [determina], por una suposición, que se retire» y consideró que el objetivo era «boicotear el proceso de revocación de mandato». Por su parte, con respecto al decreto aprobado por la Cámara de Diputados, Córdova instó a los legisladores a que «acaten las reglas que ellos mismos pusieron» y reiteró que, en ese momento, seguían vigentes las reglas sobre la prohibición de promoción gubernamental. Si el decreto era avalado por el Senado, indicó que: «Habrá que esperar a que se publique y después habrá un pequeño problema, que se llama retroactividad [...] ¿se pueden aplicar de manera retroactiva los cambios de las reglas? [...] Vamos a ver en qué acaba esto y seguramente, otra vez, se va a llevar ante tribunales».
En esas fechas, el TEPJF confirmó que las campañas del Instituto del Fondo Nacional de la Vivienda para los Trabajadores no se integraban dentro del régimen de excepción y, por tanto, no podrían promocionarse durante el periodo de prohibición. El 14 de marzo, el coordinador de los diputados de Morena, Ignacio Mier Velazco, rechazó que la fracción parlamentaria hubiera pagado propaganda o anuncios, y la Comisión de Quejas y Denuncias ordenó el retiro de publicaciones del 5 y 6 de marzo en la página de Facebook del presidente, y el 7 de marzo en la conferencia de prensa por la difusión de «logros de gobierno relacionados con fertilizantes». Un día antes, el consejero presidente cifraba en ochenta las presuntas violaciones de figuras políticas —promoción de la revocación— y la emisión, por parte de la Comisión de Quejas y Denuncias, de doce medidas cautelares. El 16 de marzo, la Sala Superior del Tribunal Electoral ratificó la orden al presidente de abstenerse de promocionar y realizar comentarios sobre la consulta; igualmente, modificó un acuerdo de la Unidad Técnica de lo Contencioso Electoral del INE para que se eliminase de la conferencia presidencial del 28 de febrero únicamente lo relacionado con el ejercicio y no toda la rueda de prensa. El día siguiente, el Senado de la República avaló con 67 votos a favor y 25 en contra el «decreto de interpretación» sobre qué es la propaganda gubernamental, por lo que fue publicado la noche del mismo día en el Diario Oficial de la Federación.
El decreto interpretaba el «concepto de propaganda gubernamental, principio de imparcialidad y aplicación de sanciones» del artículo 449 de la Ley General de Instituciones y Procedimientos Electorales, y 33 y 61 de la Ley Federal de Revocación de Mandato:

Artículo Primero.- Como concepto de propaganda gubernamental [...] debe entenderse:

El conjunto de escritos, publicaciones, imágenes, grabaciones y proyecciones difundidas, bajo cualquier modalidad de comunicación social, con cargo al presupuesto público, etiquetado de manera específica para ese fin, por un ente público [...], con el objeto de difundir el quehacer, las acciones o los logros relacionados con sus fines, o información de interés público referida al bienestar de la población [...]

No constituyen propaganda gubernamental las expresiones de las personas servidoras públicas, las cuales se encuentran sujetas a los límites establecidos en las leyes aplicables.

Tampoco constituye propaganda gubernamental la información de interés público [...]
Decreto por el que se interpreta el alcance del concepto de propaganda gubernamental, principio de imparcialidad y aplicación de sanciones.

Luego de su publicación, diversos políticos promocionaron la consulta, incluyendo a López Obrador, que también celebró la aprobación del decreto. Otras figuras que hicieron lo propio fueron Sheinbaum, Jesús Ramírez Cuevas —coordinador de Comunicación Social de la Presidencia—, Horacio Duarte —encargado de la Agencia Nacional de Aduanas de México—, Mario Delgado Carrillo —dirigente de Morena—, Jenaro Villamil —presidente del Sistema Público de Radiodifusión del Estado Mexicano—, gobernadores, senadores y diputados de Morena, entre otros. En contraste, Córdova lamentó la «sistemática violación a las reglas que se está dando en la propaganda relativa a la revocación de mandato». Para ese momento, la Unidad Técnica de Fiscalización y la Unidad Técnica de lo Contencioso Electoral del INE habían detectado 535 anuncios publicitarios por un costo estimado de 4.7 millones de pesos, así como propaganda en instalaciones gubernamentales —como en bardas de torres de alta tensión de la Comisión Federal de Electricidad y en paredes propiedad de la Secretaría de Obras y Servicios de la Ciudad de México y el Sistema de Aguas de la Ciudad de México—. Por su parte, Animal Político registró un gasto de 727 357 pesos por publicidad en Facebook —veinticuatro anuncios desde noviembre de 2021 a marzo de 2022 para promocionar la consulta— por parte de la organización «Que Siga la Democracia» y el uso, entre el 1 de enero y el 17 de marzo, de la etiqueta «#QueSigaAMLO» en al menos 49 100 ocasiones en Twitter.
El 18 de marzo, la Comisión de Quejas y Denuncias ordenó a Morena y a Delgado el retiro de promocionales sobre la consulta, basada en la acción de inconstitucionalidad de la Suprema Corte que impedía a los partidos políticos promover la participación en el proceso. Por su parte, algunos consejeros del ente electoral criticaron el decreto, como Uuc-kib Espadas Ancona, que aseguró «no se trata de una interpretación legal, se trata de una reforma electoral o una reforma en participación ciudadana hecha a destiempo y que se trata de disfrazar de interpretación», Ciro Murayama, que sostuvo que «tratan de cambiar, iniciado el partido, las reglas del juego», y José Roberto Ruiz, que dijo era un «fraude a la Constitución interpretar mediante un decreto lo que es muy claro en el 134 constitucional». El mismo día, la Sala Especializada del Tribunal Electoral determinó que el decreto de interpretación publicado el día anterior no era aplicable para la revocación de mandato y otros procesos electorales en curso por no cumplir con la temporalidad planteada en el artículo 105 de la Constitución —«Las leyes electorales federal y locales deberán promulgarse y publicarse por lo menos noventa días antes de que inicie el proceso electoral en que vayan a aplicarse»—. En esas fechas, también aparecieron anuncios en ciudades como Toluca de Lerdo y Mérida en los que se promovía el voto por la revocación del mandato a López Obrador y otros en los que se llamaba a no participar en el ejercicio.
El 21 de marzo, la Comisión de Quejas y Denuncias emitió medidas cautelares contra el mandatario por la «supuesta difusión de propaganda gubernamental» en publicaciones de los días 7, 14, 15 y 17 de marzo de 2022 en el perfil de Facebook del Gobierno de México. Con corte al 22 de marzo, Animal Político contabilizaba seis resoluciones del INE por violación de la restricción de propaganda gubernamental, por parte de López Obrador, legisladores y gobernadores de Morena, confirmadas por el Tribunal Electoral, y al menos una decena de denuncias presentadas por la misma razón. El día siguiente, la Comisión emitió nuevas medidas en contra de «Que Siga la Democracia», el presidente y Morena por «difusión de propaganda gubernamental en periodo prohibido y por la promoción indebida de Morena y su presidente nacional de la Revocación de Mandato; así como la promoción de la revocación por parte de la ciudadanía». Lo anterior implicaba la orden de eliminar o modificar lo relacionado con la conferencia matutina del 21 de marzo —previa a la inauguración del AIFA— «a efecto de que sean suprimidas las manifestaciones realizadas» por varias figuras políticas.
A la jefa de Gobierno Sheinbaum también se le ordenó, por tercera ocasión, eliminar publicaciones de redes sociales, por lo que acusó al INE de no ser «imparcial, no cumple con los preceptos que están establecidos en la Constitución» y de hacer un «marcaje personal» en su contra. Por su parte, PRI, PAN, PRD y Movimiento Ciudadano impugnaron ante la Suprema Corte el decreto de interpretación de la propaganda gubernamental. El 25 de marzo, la Comisión de Quejas y Denuncias permitió la mención, en publicaciones de «Que Siga la Democracia», de los programas sociales gubernamentales y otras acciones del presidente al considerarlo bajo el amparo de la libertad de expresión. Tres días después, la Sala Superior del TEPJF se pronunció y declaró que el decreto de interpretación era inaplicable para la revocación. Poco después, la Comisión nuevamente dictó medidas cautelares en contra de trece mandatarios estatales por 48 publicaciones «en sus cuentas de Twitter alusivas a propaganda gubernamental y promoción personalizada durante el proceso de Revocación de Mandato». Por su parte, el Tribunal Electoral pese a determinar que la conferencia de prensa presidencial del 3 de marzo se había hecho propaganda indebida, suprimió la «reiteración» al presidente de «abstenerse de realizar expresiones, manifestaciones, opiniones, comentarios o señalamientos relacionados con el proceso de revocación de mandato, así como el apercibimiento de imponerse una medida de apremio en caso de incumplir» al considerar que esas decisiones de la Comisión de Quejas carecían de «sustento jurídico».
El 31 de marzo, la Suprema Corte admitió a trámite la acción de inconstitucionalidad contra el decreto de interpretación presentada por senadores del PAN, PRI, PRD y Grupo Plural, aunque poco después, se rechazó otorgar una suspensión al decreto, en el marco de la acción de inconstitucionalidad, lo que no implicaba otorgar validez al edicto. Un días después, la Comisión de Quejas ordenó el retiro de publicidad en favor de la continuidad de López Obrador —«183 anuncios espectaculares, 18 casos de propaganda tipo cartel adherida en postes o bardas, 354 bardas pintadas, 74 casos de lonas»— por considerar que «las características de la propaganda denunciada contiene identidad gráfica y textual entre sí, aunado a que se advierte que es coincidente con la difundida o puesta a disposición en la página de internet de la asociación civil Que Siga la Democracia». A inicios de abril, la jefa de Gobierno Sheinbaum afirmó que: «No estamos promoviendo, estamos generando interacción con los ciudadanos, pero lo más importante del ejercicio es que es único y por eso es importante la participación». Por su parte, aunque López Obrador negó que Adán Augusto López participara en actos de promoción de la consulta —«está visitando los estados para cumplir con su responsabilidad, no para promover la consulta, no va a mítines»—, el secretario de Gobernación participó en dos mítines en Sonora y Coahuila.
El 6 de abril, la Comisión de Quejas y Denuncias dictó una tutela preventiva «por la difusión de propaganda gubernamental en periodo prohibido y promoción indebida» en contra de un grupo de funcionarios, como Adán Augusto López, Rocío Nahle —secretaria de Energía— y Luis Rodríguez Bucio —comandante general de la Guardia Nacional—, y medidas cautelares, ordenando el retiro de publicaciones de redes sociales en contra de Nahle, Cuitláhuac García Jiménez —gobernador de Veracruz— y Hugo Gutiérrez Maldonado —secretario de Seguridad Pública de Veracruz—. Además, el TEPJF confirmó que López Obrador y Sheinbaum habían incumplido las medidas cautelares impuestas por esa comisión para detener la difusión de la consulta y de propaganda gubernamental, por lo que advirtió a la jefa de Gobierno que, de reincidir, recibiría una amonestación pública. Con corte al 7 de abril, el INE informó que había recibido 172 quejas «por presuntas violaciones a diversas disposiciones legales, cometidas principalmente por funcionarios públicos tanto del nivel federal como estatal» y había emitido veinticinco medidas cautelares, confirmadas por el Tribunal Electoral. En el «Posicionamiento de consejeras y consejeros electorales», tales miembros del instituto lamentaron que «una de las características de este proceso ha sido la violación permanente de las normas que regulan la difusión de la propaganda gubernamental y el principio de imparcialidad al que están obligadas las personas funcionarias públicas».
Dos días antes del referéndum, la Comisión de Quejas y Denuncias emitió medidas cautelares y una tutela preventiva contra dieciocho funcionarios federales y de Ciudad de México por un acto en el Monumento a la Revolución el 6 de abril, además de que ordenó el retiro de 49 publicaciones de redes sociales. Por su parte, el consejero Córdova advirtió: «Y ojalá la irresponsabilidad de los actores políticos que sistemática, reiterada, dolosa y abiertamente, descaradamente, están violando la ley, no traiga como consecuencia eventualmente que se decida anular por parte de la Sala Superior [del TEPJF] este proceso», declaración que el coordinador de Morena en el Senado, Ricardo Monreal Ávila, calificó de «inoportuna», mientras que Sheinbaum afirmó que tal anulación sería «'el colmo de los colmos'». El 9 de abril, sumaban 183 quejas y 26 medidas cautelares dictadas relacionadas «con [la] posible difusión ilegal de la Revocación de Mandato, difusión de propaganda gubernamental en periodo prohibido y la intervención indebida de algún partido político», un 98 % respaldadas por el Tribunal Electoral.

## Encuestas
El Instituto Nacional Electoral (INE) es el órgano encargado de la regulación de las encuestas electorales a través de su Reglamento de Elecciones. La Ley Federal de Revocación de Mandato establece en su artículo 34 que desde «tres días naturales anteriores a la jornada de revocación de mandato y hasta el cierre oficial de las casillas [...] queda prohibida la publicación o difusión de encuestas, total o parcial, que tengan por objeto dar a conocer las preferencias de las y los ciudadanos». De acuerdo con la Encuesta Nacional sobre Cultura de la Legalidad y Agenda Legislativa 2019 de la Dirección General de Análisis Legislativo del Instituto Belisario Domínguez del Senado de México, publicada en octubre de 2019, el 76,5 % de los 1200 encuestados se mostraba muy de acuerdo o de acuerdo con la figura de la revocación de mandato, 1,6 % ni de acuerdo ni en desacuerdo, 18,6 % en desacuerdo o muy en desacuerdo y 3,3 % no sabía o no contestaba.
Por otra parte, la encuesta de El Financiero de octubre de 2021 reflejaba que el 59 % de las novecientas personas interrogadas tenían «mucho o algo de interés» en la consulta; en la del mes siguiente se añadió la pregunta «¿A usted qué tanto le interesa la consulta de revocación de mandato?», que un 55 % de los 1002 mexicanos consultados respondió con «Mucho o algo», 42 % con «Poco o nada» y 3 % «No sabe». En diciembre siguiente, el sondeo de Parametría arrojaba que 58 % de las ochocientas personas que constituyeron la muestra estaban enterados de la celebración del plebiscito; la misma casa encuestadora reflejó, de marzo de 2019 hasta diciembre de 2021, un porcentaje de encuestados a favor de realizar consultas de revocación de mandato a los presidentes de México por encima del 74 %. Ese porcentaje se elevó al 83 % el último mes del 2021. A finales de enero de 2022, Alejandro Moreno, encargado de encuestas de El Financiero, planteó que, con base en un sondeo nacional desarrollado los días 14 y 15 de enero a quinientas personas, se estimaba en ese momento una tasa de participación probable de entre 15 % y 21 %, siendo más probable la participación de hombres, mayores de cincuenta años y simpatizantes de Morena.
En este sentido, la encuesta de ese periódico del mismo mes, publicada en febrero, estimó un rango de participación probable de entre 16 % —mínimo— y 24 % —máximo—; entre los entrevistados considerados «votantes probables» el apoyo a que López Obrador siguiera en el cargo era de un 72 %. Un sondeo de Consulta Mitofsky de febrero siguiente arrojó que 69,7 % de los consultados —mil personas— deseaba que se llevara a cabo la consulta de revocación, frente a un 25.3 % que lo rechazaba; dentro de quienes aprobaban la gestión del mandatario, el porcentaje que deseaba la realización del ejercicio se elevaba a 84,6 % y el principal motivo señalado era «Para que vuelva a demostrar que la gente lo quiere» —90,8 %—. En contraste, dentro del grupo que desaprobaba al presidente, el rechazo a la celebración de la consulta llegaba al 53,5 % y «Para que se vaya» fue la principal razón de apoyar su realización. A la pregunta «¿Por qué no quisiera que se hiciera el referéndum revocatorio?» un 41,0 % respondió «Porque es muy caro y ya sabemos el resultado» y 38,8 % «Porque no quiero que se vaya». La encuesta de febrero de El Financiero, publicada a inicios de marzo, reflejó porcentajes probables de participación de entre 18 y 27 %. Por otra parte, solamente un 40 % de los encuestados conocía la fecha de la consulta, frente a un 31 % que la sabía en enero; también un 42 % consideraba necesario el ejercicio, frente a un 52 % que rechazaba su celebración y un 6 % que no sabía.
Igualmente, se relacionaba el nivel de aprobación con la inclinación hacia una u otra respuesta de la pregunta oficial; dentro de quienes aprobaban «mucho» al presidente, el respaldo a su continuidad era del 94 % —6 % de apoyo a su revocación—, frente a un 28 % entre quienes lo desaprobaban «mucho» —72 % de apoyo a su revocación—. El apoyo a su revocación era del 12 % entre quienes lo aprobaban «algo» y del 55 % entre quienes lo desaprobaban «algo», según porcentajes efectivos arrojados por la misma encuesta. Un sondeo de SIMO Consulting para El País —efectuado entre el 8 y el 12 de marzo— reflejó que un alto porcentaje —92 %— de los ochocientos encuestados estaba informado sobre la celebración de la consulta. También en marzo, Francisco Abundis de Parametría sostenía que la participación podría estar entre el 10 % y el 20 %, lo que parcialmente adjudicaba al bajo número de casillas en comparación con comicios federales. «A ello hay que agregar que no hay el mismo nivel de interés, ni 15 elecciones concurrentes para gobernador. Lo cual nos lleva pensar que la participación podría llegar a estar en torno al 15 %», escribió. El porcentaje de respaldo que las encuestas de Parametría daban a «Que siga en la presidencia», entre marzo de 2019 y el primer bimestre de 2022, varió entre 66 % —junio y julio de 2020— y 82 % —marzo de 2019—.
La última encuesta de El Financiero previa a la consulta, publicada cinco días antes, mostraba que un 70 % de los encuestados respaldaba la postura «[La ciudadanía debe] votar para hacer valer su voz», frente a un 26% que apoyaba la abstención. No obstante, los porcentajes estimados de participación, disminuidos en comparación con el sondeo del mismo periódico efectuado en febrero, reflejaban entre 16 % y 25 % de la lista nominal, a lo que se sumó un aumento en la proporción de los encuestados que sabía la fecha de la consulta —54 %—. 47 % de la muestra conocía la ubicación de la casilla que le correspondía y 77 % había observado algún tipo de publicidad al respecto. Más tarde, la consultora Integralia estimó un rango de participación probable de entre 7,1 y 22,5 % —con un punto medio de 14.8 %—, es decir, entre 6.5 y 20.6 millones de sufragios y previó también una «una mayoría contundente a favor» de la continuidad del presidente.
| Encuestadora                                                                    | Publicación             | Levantamiento                        | Muestra          | Que continúe | Que no continúe   | NS/NC | Margen de error | Ref     |
| ------------------------------------------------------------------------------- | ----------------------- | ------------------------------------ | ---------------- | ------------ | ----------------- | ----- | --------------- | ------- |
| Encuestadora                                                                    | Publicación             | Levantamiento                        | Muestra          |              |                   | NS/NC | Margen de error | Ref     |
| El Financiero                                                                   | 1 de julio de 2019      | 14-16 y 21-23 de junio               | 820 personas     | 62 %         | 34 %              | 4 %   | ±3.4 %          | [ 391 ] |
| El Financiero                                                                   | 1 de septiembre de 2020 | 15 y 28-30 de agosto                 | 820 personas     | 56 %         | 39 %              | —     | ±3.4 %          | [ 392 ] |
| GEA-ISA                                                                         | Diciembre de 2020       | 28-30 de noviembre                   | 1000 entrevistas | 51 %         | 36 %              | 13 %  | ±3.1 %          | [ 393 ] |
| El Financiero                                                                   | 4 de enero de 2021      | 4-6 y 18-19 de diciembre de 2020     | 820 personas     | 63 %         | 33 %              | —     | ±3.4 %          | [ 394 ] |
| El Financiero                                                                   | 8 de junio de 2021      | 6 de junio                           | 2584 votantes    | 49 %         | 46 %              | 5 %   | ±1.9 %          | [ 395 ] |
| El Financiero                                                                   | 5 de julio de 2021      | 11-12 y 24-25 de junio               | 1000 personas    | 54 %         | 41 %              | —     | ±3.1 %          | [ 396 ] |
| El Financiero                                                                   | 3 de agosto de 2021     | 8-10 y 23-24 de julio                | 1300 personas    | 59 %         | 37 %              | —     | ±2.7 %          | [ 397 ] |
| El Financiero                                                                   | 1 de septiembre de 2021 | 13-14 y 27-28 de agosto              | 1000 personas    | 56 %         | 40 %              | —     | ±3.1 %          | [ 398 ] |
| Parametría                                                                      | 1 de septiembre de 2021 | 26-29 de agosto                      | 800 personas     | 71 %         | 23 %              | 6 %   | ±3.5 %          | [ 399 ] |
| Se publica la Ley Federal de Revocación de Mandato y se define la interrogante. |                         |                                      |                  |              |                   |       |                 |         |
| Encuestadora                                                                    | Publicación             | Levantamiento                        | Muestra          | Que siga     | Que se le revoque | NS/NC | Margen de error | Ref     |
| Encuestadora                                                                    | Publicación             | Levantamiento                        | Muestra          |              |                   | NS/NC | Margen de error | Ref     |
| El Financiero                                                                   | 4 de octubre de 2021    | 10-11 y 24-28 de septiembre          | 900 personas     | 66 %         | 31 %              | 3 %   | ±3.3 %          | [ 379 ] |
| El Financiero                                                                   | 3 de noviembre de 2021  | 15-16 y 29-31 de octubre             | 1002 personas    | 69 %         | 30 %              | 1 %   | ±3.1 %          | [ 380 ] |
| El Universal                                                                    | 26 de noviembre de 2021 | 18-23 de noviembre                   | Sin datos        | 76 %         | 22 %              | 2 %   | Sin datos       | [ 400 ] |
| El Financiero                                                                   | 1 de diciembre de 2021  | 12-13 y 26-28 de noviembre           | 1000 personas    | 62 %         | 34 %              | —     | ±3.1 %          | [ 401 ] |
| Reforma                                                                         | 1 de diciembre de 2021  | 24-28 de noviembre                   | 1000 personas    | 68 %         | 26 %              | —     | ±4.5 %          | [ 402 ] |
| El Financiero                                                                   | 4 de enero de 2022      | 10-12 y 17-19 de diciembre de 2021   | 1100 personas    | 63 %         | 33 %              | —     | ±3.0 %          | [ 403 ] |
| Parametría                                                                      | 7 de enero de 2022      | 4-6 de diciembre de 2021             | 800 personas     | 67 %         | 27 %              | 6 %   | ±3.5 %          | [ 381 ] |
| El Financiero                                                                   | 3 de febrero de 2022    | 14-15 y 28-30 de enero               | 1000 personas    | 55 %         | 40 %              | —     | ±3.1 %          | [ 383 ] |
| Massive Caller                                                                  | 8 de febrero de 2022    | 7 de febrero                         | 1000 personas    | 59.5 %       | 37.0 %            | 3.5 % | ±3.4 %          | [ 404 ] |
| TResearch                                                                       | 15 de febrero de 2022   | 13-14 de febrero                     | 1000 personas    | 60.5 %       | 36.4 %            | 3.0 % | Sin datos       | [ 405 ] |
| Massive Caller                                                                  | 21 de febrero de 2022   | 21 de febrero                        | 2000 personas    | 69.7 %       | 30.3 %            | —     | ±2.2 %          | [ 404 ] |
| El Financiero                                                                   | 3 de marzo de 2022      | 11-13, 18-19 y 25-26 de febrero      | 1000 personas    | 63 %         | 30 %              | 7 %   | ±3.1 %          | [ 385 ] |
| SIMO Consulting                                                                 | 17 de marzo de 2022     | 8-12 de marzo                        | 800 personas     | 74 %         | 24 %              | 2 %   | ±3.46 %         | [ 387 ] |
| El Financiero                                                                   | 5 de abril de 2022      | 11-12, 25-26 de marzo y 1-2 de abril | 1500 personas    | 67 %         | 33 %              | —     | ±2.5 %          | [ 389 ] |
| Parametría                                                                      | 6 de abril de 2022      | 26-29 de marzo                       | 800 personas     | 79 %         | 16 %              | 5 %   | ±3.5 %          | [ 406 ] |

## Posturas

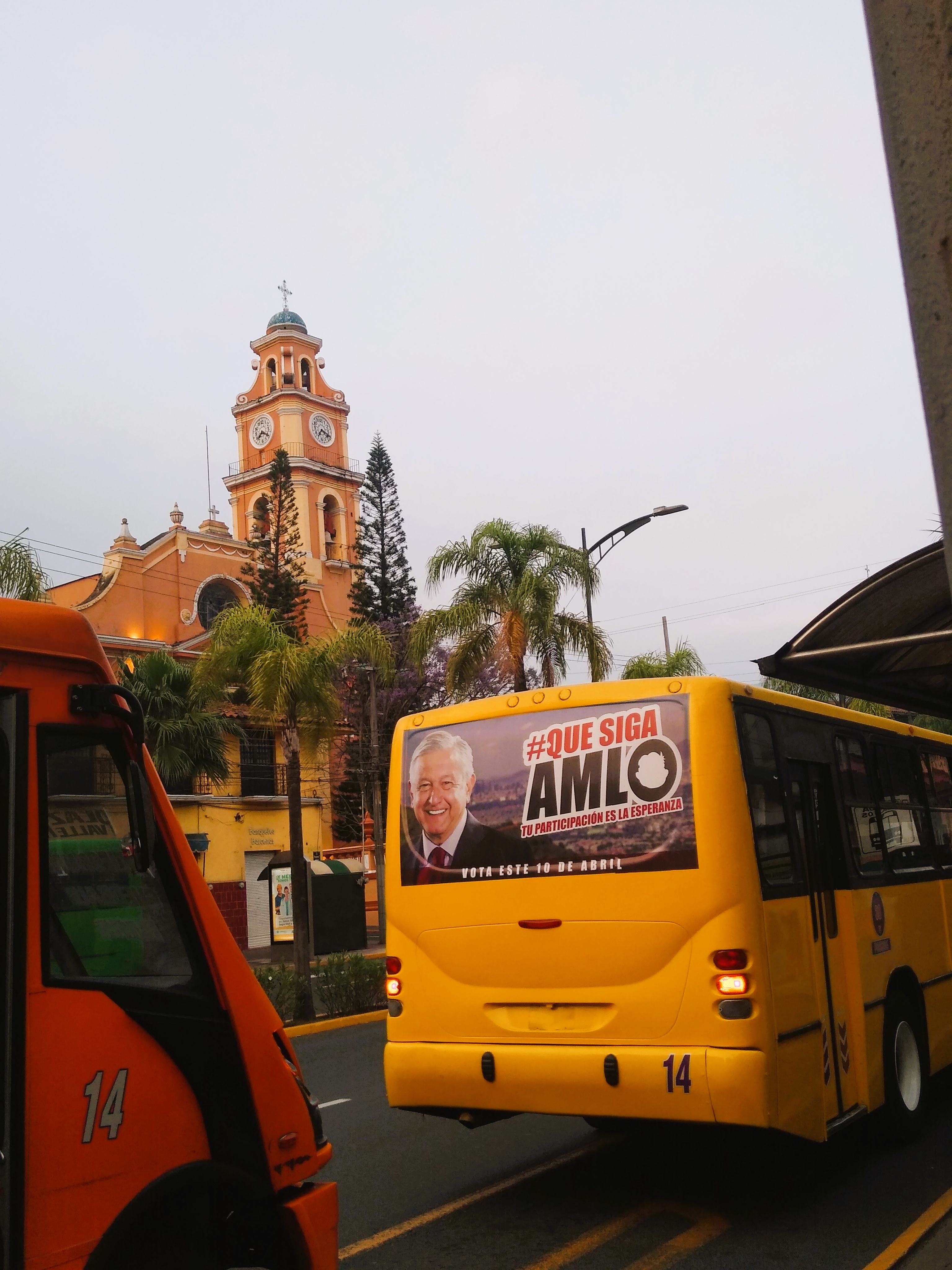
Publicidad en favor de la continuidad de López Obrador en la presidencia, en Orizaba, el 2 de abril.

Después de la publicación de la Ley Federal de Revocación de Mandato, la organización opositora «Sí por México» llamó a no participar en la eventual consulta de revocación, al considerar que «promovería mayor polarización social y la crispación del ánimo de confrontación del país». En respuesta, Morena interpuso una denuncia contra la organización por «boicotear el proceso de ratificación de nuestro presidente». En este sentido, ese partido promovió el ejercicio desde la recolección de firmas como un proceso de «ratificación», a diferencia de «revocación» como lo estipulaba la Constitución y la Ley Federal. Esa formación política, junto con el Partido del Trabajo (PT) y el Partido Verde Ecologista de México (PVEM), se planteó impulsar la consulta con labores de difusión y organización, así como para lograr la participación requerida del 40 % de la lista nominal. A inicios de noviembre, la coalición entre los tres partidos acordó llevar a cabo jornadas de promoción de la consulta, la que asumieron como palanca para la aprobación de la reforma constitucional en materia eléctrica en abril de 2022. Por su parte, la jefa de Gobierno de Ciudad de México, Claudia Sheinbaum, afirmó que la revocación de mandato «nos une en la construcción de un país democrático, y pasa, no solamente por los dichos, sino pasa por las acciones». En contraste, el expresidente Vicente Fox llamó a no dar «ni un voto para su farsa» y afirmó que la insistencia del presidente en la revocación de mandato «en el fondo lo que pretende es destruir la democracia y quedarse en el poder».
Un documento del grupo financiero Citibanamex dado a conocer a finales de enero sostenía que «[c]ualquier resultado probable» en la consulta, en la que consideraban era altamente factible una victoria del presidente y una participación por encima del 15 % —pero altamente improbable superior al 40 %—,  «favorecería a [López Obrador], aunque todo el ejercicio parece fútil y económicamente contraproducente». A inicios de febrero, desde el Senado, el Partido Revolucionario Institucional (PRI) llamó al presidente y a Morena a «que den marcha atrás en su ánimo de llevar a cabo este proceso y que los recursos se pongan donde se requieren en este momento de crisis, en el tema de salud y en el tema económico». Ya en periodo de restricción de la propaganda gubernamental, Sheinbaum defendió la consulta, por lo que el PAN de Ciudad de México presentó una queja ante el ente electoral. El 25 de febrero, igualmente dentro del periodo de restricción de la propaganda gubernamental, la gobernadora de Colima, Indira Vizcaíno Silva, sostuvo que la consulta de revocación de mandato es «un ejercicio que sentará un precedente para evitar que los malos gobiernos corruptos y neoliberales vuelvan y se mantengan en el poder sin contar con el respaldo del pueblo».
Dos días después, unas cuatrocientas personas se manifestaron en la Plaza de la Constitución de Ciudad de México en favor de la continuidad de López Obrador en la presidencia. A inicios de marzo, dos organizaciones —Centro Cívitas y Redes Quinto Poder— llamaron a la ciudadanía a participar en la consulta y a fungir como observadores de casilla. Por su parte, Morena en su «Encuentro Municipalista» instó a su militancia a difundir el ejercicio; su dirigente, Mario Delgado Carrillo, llamó a «lograr la participación consciente» e insistió en un «intento de sabotaje [de la consulta por parte] de las autoridades electorales». En contraste, el presidente del Partido de la Revolución Democrática (PRD), Jesús Zambrano Grijalva, pidió no participar en la consulta, a la que calificó de «farsa», postura similar a la expresada por el exmandatario Felipe Calderón —que consideró el ejercicio una «propaganda de ratificación»— y Luis Carlos Ugalde, ex consejero presidente del ente electoral cuando se denominaba Instituto Federal Electoral. El 21 de marzo, durante la inauguración del AIFA, partidarios de López Obrador promovieron la consulta e instaron al voto por «Que siga en la Presidencia de la República». En contraste, un día después, en Xalapa-Enríquez simpatizantes del PAN se manifestaron frente al Palacio de Gobierno para exigir la revocación del presidente.
El 26 de marzo, se llevó a cabo el festival musical «No te calles, vota» en el Monumento a la Revolución de Ciudad de México, con la presentación de diecisiete bandas de ska, reggae, cumbia y rock urbano, para llamar a la participación ciudadana en la consulta. En esas fechas, en redes sociales, se difundió información falsa con la que se intentaba desincentivar el voto al asegurar, contrario a lo señalado en la Constitución, que un porcentaje de votación vinculatoria abría la posibilidad de extender el mandato de López Obrador más allá de 2024. Por otra parte, un simulacro de la consulta efectuado en varias facultades de la Universidad Nacional Autónoma de México (UNAM) arrojó un resultado mayoritario en favor de la continuidad del presidente, con 68.8 % de la votación. Además, artistas y periodistas publicaron a inicios de abril una canción llamada Todos a la calle para promover el ejercicio y para lo que usaron las etiquetas «#ElPuebloPoneElPuebloQuita» y «#TodosALaCalle». El 2 de abril, se llevó a cabo una marcha en favor de la consulta en Xalapa —en la que participaron el gobernador de Veracruz, Cuitláhuac García Jiménez, y la secretaria de Energía, Rocío Nahle— y una «asamblea informativa» en Torreón —en la que tomó parte el secretario de Gobernación, Adán Augusto López—.
Un día después, se registró una movilización en favor de la consulta en Puebla y marchas en contra del ejercicio, en las que se llamaba a no participar y se exigía la salida de López Obrador al mismo tiempo que se mantenía la consigna «Terminas y te vas», en Monterrey, Querétaro, León y Ciudad de México. El 4 de abril, integrantes de la organización «Misión Rescate México» protestaron contra el ejercicio en Veracruz. Dos días después, se llevó a cabo una marcha —«Caminata por la Democracia»— para incentivar la participación y el voto por «Que siga» en Pachuca de Soto, se publicó un desplegado firmado por más de doscientos científicos y académicos de diversas universidades y centros de investigación —como la UNAM, El Colegio de México y el Instituto Nacional de Antropología e Historia— en el que se llamaba a la ciudadanía a participar en la consulta, sin señalar su respaldo por alguna de las opciones de sufragio y se celebró en el Monumento a la Revolución de la capital mexicana un mitin sobre la reforma eléctrica, en el que también se promocionó la consulta.
Un estudio del Programa Universitario de Estudios sobre Democracia, Justicia y Sociedad de la UNAM, hecho a partir de 85 «textos de opinión (artículos, editoriales, columnas y mesas de análisis)», identificó seis narrativas relacionadas con el plebiscito, de las que cuatro —predominantes— desestimaban la consulta y desincentivaban la participación: es una «farsa» —«algunos la vieron como una ratificación del presidente y una forma arbitraria de fortalecer su popularidad [...] otros comentaron que el ejercicio podía ser el primer paso hacia la reelección»—, es «ilegal» —«Otro argumento en contra de la consulta fue que esta es inconstitucional e ilegal» por la retroactividad—, es un «pretexto para debilitar al INE» y es «propaganda». Otras dos narrativas contrastaban con las anteriores: una crítica con el actuar del organismo electoral, descalificándolo incluso como «partido de oposición», y otra en la que se resaltaba al referéndum como un «ejercicio necesario que fortalece la democracia directa y la participación ciudadana». Por otra parte, con base en un análisis de 1 293 572 tuits publicados en marzo identificó al menos dos posturas predominantes; dos de los tuits más difundidos «expresaron que la consulta es una manera de debilitar al INE y llamaron a no participar en el ejercicio». En este sentido, en un grupo de publicaciones se descalificaba a la consulta y a López Obrador, a la vez que se promovía el abstencionismo por medio de etiquetas como «#NoVoyAVotar» y «#UrnasVacías». En contraste, otro grupo respaldaba tanto al plebiscito como al presidente a través de «#QueSigaAMLO» y «#AMLONoEstásSolo», entre otros.

### Posiciones de López Obrador

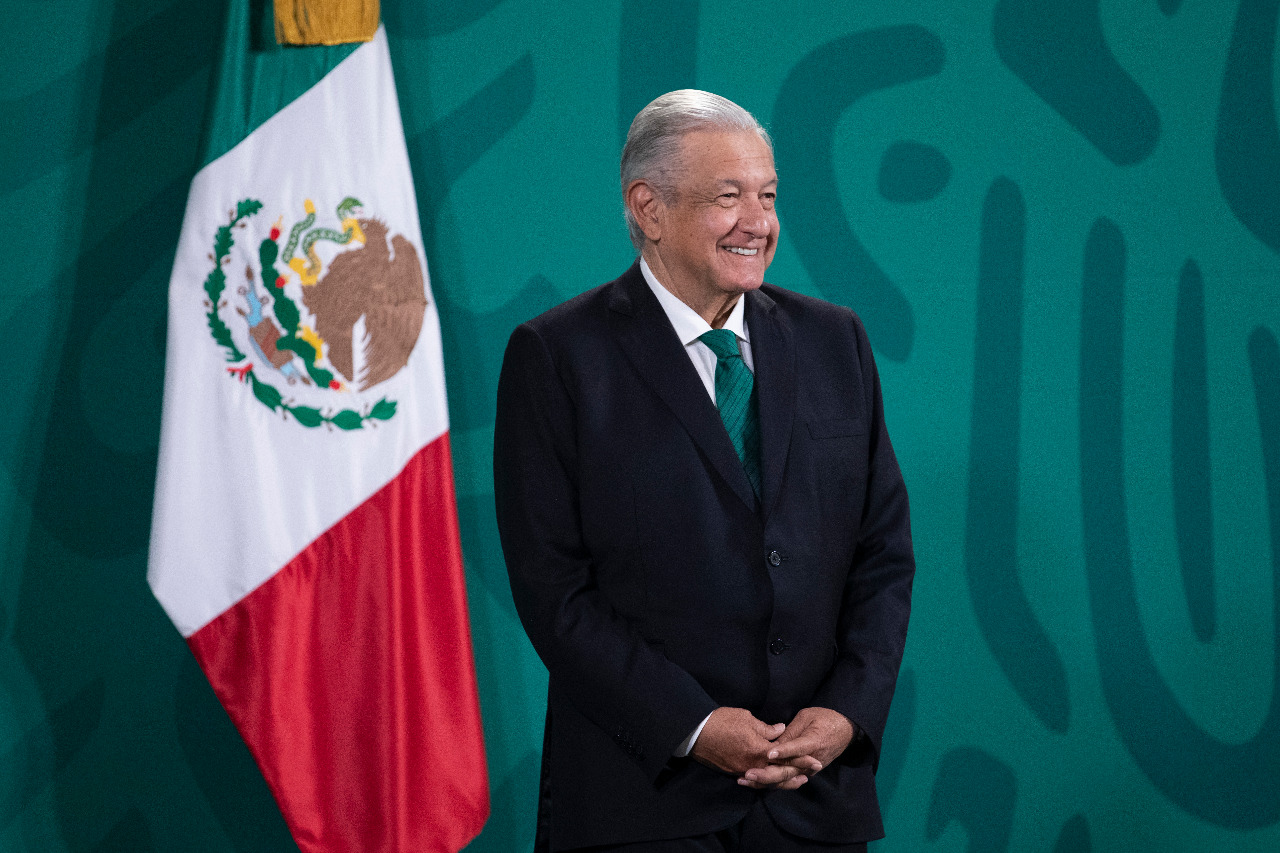
En diversas ocasiones, el propio López Obrador —aún pese a lo indicado por el TEPJF— llamó a la ciudadanía a participar en la consulta de revocación.

En septiembre de 2021, López Obrador criticó que partidos opositores a su gobierno y parte del sector empresarial se negara a participar en la consulta y, a mediados de octubre, aseguró que, se alcanzara o no el 40 % necesario para ser vinculante, dejaría la presidencia si la mayoría votaba por su salida: «Si la gente dice: ‘No queremos que participe, que continúe [el] presidente’, me voy sin ningún problema; es más, aunque no se llegue al 40 por ciento, [...] porque no se puede gobernar un país como México sin autoridad moral, sin autoridad política [...]», lo que volvió a reiterar a finales de mes: «me voy porque yo no voy a estar aquí si no tengo el apoyo de la gente, no voy a estar aquí de florero, de adorno» y llamó a la población a votar. A inicios de noviembre, la Sala Superior del TEPJF determinó que el presidente López Obrador estaba imposibilitado legalmente para opinar o informar sobre el ejercicio. No obstante, pese a ello, el mandatario volvió a instar a la participación en la consulta en su conferencia del 3 de noviembre: «También aprovecho, porque creo que lo puedo hacer, no lo van a prohibir, pero hay que participar en la revocación del mandato, todo el pueblo [...]».
Una vez más, el 1 de diciembre, durante un acto con motivo de su tercer año de gobierno, el presidente llamó a «participar a todas y a todos los mexicanos, militantes de partidos o ciudadanos apartidistas para poner en práctica el método de la revocación de mandato hasta convertirlo en un hábito democrático». Con tal ejercicio consideró que «vamos a probar de nuevo qué tanto respaldo tiene nuestra política de transformación. [...] Se le preguntara al pueblo, que es el soberano, el que manda, si quiere que yo continúe en la Presidencia o renuncie». Por este motivo, la Comisión de Quejas y Denuncias emitió una medida cautelar y le ordenó que «se abstenga de efectuar manifestaciones, emitir comentarios, opiniones, o señalamientos sobre este proceso de participación ciudadana». No obstante, el 7 de enero de 2022, el mandatario instó nuevamente a la participación en la consulta: «Aprovecho para invitar a todos, el próximo 10 de abril a votar a la consulta para dejar establecido el método democrático de la revocación de mandato». Veinte días después, interrogado sobre el planteamiento de un ministro de la Suprema Corte sobre recortar la pregunta de la consulta, sostuvo que «por primera vez se va a aplicar este método de la revocación de mandato, eso es lo que me tiene muy contento, independientemente del resultado, porque le da el poder de decisión al pueblo o reafirma el poder que tiene el pueblo en un sistema auténticamente democrático», a la vez que lamentó que los «partidos de oposición no están hablando, no se están definiendo».
Más tarde, el 2 de febrero, calificó la pregunta de la consulta de «confusa»: «No se conoce, la gente no sabe si va a ser sí o no». Y al día siguiente afirmó que «la revocación del mandato es ya un hecho, se va a llevar a cabo la consulta, ya que no haya duda sobre eso, ya se autorizó cumplir con el mandato constitucional, no se puede violar la Constitución, eso está resuelto». «Revocación del mandato es que el pueblo pone y el pueblo quita, es un derecho y lo que se va a hacer es que cada tres años, de acuerdo con la reforma constitucional, si se cumplen con requisitos», dijo. Igualmente, el 4 de febrero, volvió a llamar a la población y oposición a participar en el ejercicio: «A mí me interesa el proceso democrático, el que dejemos establecido este método democrático y que se convierta en un hábito y que cada tres años si no funcionan [los gobiernos], consulta para que así el pueblo siempre tenga las riendas del poder en sus manos y espero que los conservadores, los fifís [...] llamen a votar». Ya iniciada la suspensión de propaganda gubernamental, el 11 de febrero, informó y promovió sobre sus programas sociales y, un día después, planteó que «no considero que haya problema, bueno también sobre todo lo que diga el pueblo pero pienso que voy a terminar mi mandato hasta septiembre del 24». El 15 de febrero, por unanimidad de votos, el TEPJF confirmó un acuerdo de la Comisión de Quejas y Denuncias del INE que pedía al presidente abstenerse de promocionar la consulta. Pese a lo anterior, el 21 de febrero, el mandatario volvió a promocionar sus programas sociales e instó a la participación ciudadana en la consulta: «Ahora, lo ideal sería que participáramos todos, todos los ciudadanos, que esto es inédito, es la historia, cómo nos la vamos a perder».
También descartó estar «infringiendo ninguna ley porque no estoy diciendo que se incline la población por una o por otra postura». Un día después, pidió que el 10 de abril «no se manifiesten, que no haya ningún acto de apoyo, que como ciudadanos independientes participen, y el que quiera ser libre lo será». El 24 de febrero, aseguró que era inconstitucional instalar un reducido número de casillas para la consulta, lo que insistió un día después, cuando también aseguró que el INE estaba organizando el proceso «a regañadientes» e indicó que no tomaría la palabra el día de la inauguración del Aeropuerto Internacional Felipe Ángeles (AIFA), el 21 de marzo siguiente, «para que no vayan a decir que estamos haciendo propaganda». Además, por la misma razón, se informó que desde el sábado 26 de febrero sus giras de trabajo de fin de semana serían privadas. El 16 de marzo, López Obrador instó a la oposición a promocionar la consulta: «¿por qué, si estamos tan mal, por qué no aprovechan la oportunidad ahora el 10 de abril? [...] ¿por qué no ellos promueven esto mejor? Es legal, es constitucional. ¿Por qué la guerra sucia? ¿Por qué la actitud perversa de no dar la cara y de no —abiertamente— enfrentar el proyecto que representamos?». También insistió en que «bajo palabra de honor, por mis convicciones, por mis principios, por mis ideales, si la gente vota por que renuncie, me voy, no espero, no le hace que no sea el 40 por ciento del padrón que participe».
Lo mismo repitió dos días después a la par que llamó nuevamente a la ciudadanía a participar y criticó la localización de las casillas: «he recibido quejas de que en Monterrey se van a poner casillas en donde viven las clases altas. En los municipios pobres, ninguna casilla. [...] y le digo a la gente que no le hace, pero que lleguen, si es posible un día antes, a pedir posada [pedir alojamiento]». El 21 de marzo, previo a la inauguración del AIFA, confirmó que participaría en la consulta el 10 de abril «como ciudadano, soy demócrata». Tres días después, planteó que: «Los ciudadanos, aun con poca información, con poca difusión, ya tienen los elementos básicos y se trata de la democracia, es una consulta y a todos los mexicanos nos importa participar» y nuevamente dijo que: «Yo voy a participar como ciudadano el domingo 10 de abril». Posteriormente, el 28 de marzo, aseveró que: «No me pueden sancionar porque no estoy llamando a votar en un sentido o en otro, lo que estoy haciendo es convocando a la gente a que participe porque es mi deber» y pidió a partidos políticos e instituciones electorales no «tenerle miedo al pueblo, hay que ser demócratas de verdad, no autoritario disfrazado de demócrata». Ya en abril, el mandatario lamentó que el INE «no ha actuado con rectitud [...] no se cuestiona a los que están abiertamente llamando a que no participe la gente, hacen manifestaciones dirigentes de partidos para que la gente no participe y el INE no dice nada». El 5 de abril, ratificó que participaría en la consulta, pero sin emitir un voto por alguna de las opciones y sí plasmando en «mi boleta ¡viva Emiliano Zapata!, porque es el 10 de abril [aniversario luctuoso de Zapata]».

### Análisis
Sobre la legislación de las consultas populares, Mecinas (2021) señaló que el Congreso se centró en «aspectos poco trascendentes: en la pregunta y en el momento» y en si la pregunta debía expresarse como revocación o como continuación de mandato. Además, sostuvo que el porcentaje exigido por la carta magna era muy alto, al tiempo que se «minusvalora la discusión y se constata la ausencia del ciudadano en el debate electoral». Concluyó que el ejercicio de la consulta popular, un instrumento importante para la ciudadanía por «empoderar al ciudadano», porque «pone contra las cuerdas al gobernante» y porque el resultado puede «causarle daño en su imagen o una abolladura a su proyecto [del gobernante]», tal como se planteaba en la ley era uno impulsado por «el ciudadano (con muchos obstáculos), pero en el que su participación se limita luego a la votación».
Hernández González (2021) calificó la interrogante planteada en la Ley Federal de «pregunta salomónica», además de «compleja, confusa y ambigua». Por otra parte, detalló que la legislación planteaba una regla que implicaba sumar las firmas recogidas en las diversas peticiones que existieran, con el fin del alcanzar el 3 % requerido y criticó, entre otras cosas, que no se haya establecido un «tope de gastos para el acopio de firmas» o «un catálogo de conductas infractoras y una relación de sanciones», y concluyó que la revocación de mandato «se convirtió en un instrumento que no busca solucionar los problemas ni atender las demandas de la sociedad». Por su parte, Salmorán Villar (2021) señaló que el mecanismo en México «corre el riesgo de convertirse en un ejercicio plebiscitario en manos del gobierno», que podría ser visto como un instrumento «para refrendar la popularidad del presidente entre el electorado, desvirtuando con ello una figura ideada originariamente como una salida institucional para superar la crisis política generada por el descontento de la población hacia la gestión de un mal gobierno».
Lara Chagoyán (2022), en el contexto de la inminencia de una decisión de la Suprema Corte sobre la impugnación de la pregunta planteada en la Ley Federal de Revocación de Mandato, sostuvo que la interrogante «no se limita a interrogar al ciudadano mexicano si está o no de acuerdo con que, por pérdida de confianza, se revoque el mandato del presidente del país, sino que cambia el sentido de consulta y lo desvía hacia un ejercicio de aprobación de la gestión del mandatario». En este sentido, afirmó que tal situación escondía la intención de «avivar la llama de la popularidad, afianzar el apoyo de la población hacia el liderazgo del personaje y, naturalmente, anticipar cualquiera de las próximas campañas políticas a favor del partido del presidente», con lo que la pregunta de fondo sería: «¿Verdad que usted está de acuerdo con que el presidente no sufre de ninguna pérdida de confianza, sino que, por el contrario, su popularidad se ha mantenido constante y, por lo tanto, debe terminar su mandato tal y como lo mandan las leyes de este país, y tal y como lo ha decidido el pueblo mediante su voto?» y, por tanto, la intención del legislador es contraria a la figura de revocación; «quienes acudan a responder la pregunta refrenden su apoyo al presidente».
Sobre el presupuesto de la consulta, Núñez González (2022) consideró una «contradicción» entre el «discurso gubernamental de la transformación del régimen para abrir el camino al uso regular de la democracia participativa directa» y la «falta de recursos para que las votaciones se realicen con la seriedad y calidad necesarias», además de que plantea como «falsos» los argumentos esgrimidos en contra de la ampliación presupuestal solicitada por el INE. Por su parte, Gris Legorreta y Ramírez Hernández (2022) destacaron «la inquietud de contar, a su vez, con medidas
ciudadanas e institucionales sólidas que vigilen que la revocación de mandato sea utilizada para los propósitos democráticos creados, y así reducir los riesgos de un mal uso o que este mecanismo se distorsione para ser utilizado con otros fines políticos».

## Consulta

Una persona insertando su voto en la urna durante la consulta de revocación en Ciudad de México.

La jornada de la consulta comenzó poco después de las 07:00 horas con una ceremonia de honores a la bandera de México en la sede de las oficinas centrales del Instituto Nacional Electoral (INE). Minutos después, inició la instalación y apertura —a partir de las 08:00 horas— de las casillas, al tiempo que el ente electoral se instalaba en sesión extraordinaria para vigilar el proceso. Minutos más tarde, el presidente López Obrador emitió su voto en la casilla localizada en el Antiguo Palacio del Arzobispado y, posteriormente, declaró: «La democracia tiene que convertirse en un hábito porque así nadie en ninguna escala va a sentirse absoluto. El pueblo pone y el pueblo quita porque el pueblo es el soberano». También, como había afirmado previamente, escribió en su papeleta «¡Viva Zapata!» en lugar de votar por alguna de las opciones. En las primeras horas de votación se reportó retraso en la apertura de casillas en Ciudad de México, Nuevo León, Estado de México y Coahuila.
En este sentido, con corte a las 10:00 horas se habían instalado 49 145 casillas —85.55 % del total— y se habían reportado dieciséis incidentes de suspensión temporal de votación —ocho por violencia o riesgo de violencia—, como fue el caso de San Salvador Atenco, donde se suspendió la votación en ocho casillas por riesgo de violencia y ante la negativa de la población de permitir continuar con el proceso. Media hora después, el porcentaje había aumentado al 92.14 % y, pasadas las 11:43 horas, eran 98.29 % —56 465—. Al mismo tiempo, se informó que a las 09:40 habían quedado instalados los 32 consejos locales y los 32 distritales. Igualmente, la Secretaría de Hacienda y Crédito Público promovió la participación en el plebiscito a través de su cuenta de Twitter, sin embargo, el organismo ordenó a las Secretarías de Estado abstenerse de promover la consulta y dio un plazo de una hora a la Secretaría de Hacienda para retirar su publicación. En este sentido, la Comisión de Quejas y Denuncias del organismo dictó también una tutela preventiva contra dos legisladores —por un evento del 6 de abril— «[ordenando] que ajusten sus actos y conductas a los parámetros constitucionales, recalcándoles la prohibición de difundir mensajes de apoyo al Ejecutivo Federal y de promoción al proceso de Revocación de Mandato».
En medio de la jornada, el PRD anunció que solicitaría la nulidad del proceso al Tribunal Electoral por irregularidades. Con corte a las 12:00, se habían instalado 56 941 casillas, equivalentes al 99,12 % de las previstas, que aumentó poco después a 99.72 % y a 99.96 % pasadas las 13:30 horas. Posteriormente, con corte a las 14:23 horas, el secretario ejecutivo del INE, Edmundo Jacobo Molina, detalló que de las 57 517 casillas previstas inicialmente, 69 no serían instaladas «debido a la falta de condiciones para garantizar el adecuado desarrollo de la Jornada Electoral, y con ello, la seguridad de la ciudadanía». De los 57 448 centros de votación, se habían instalado 57 436, equivalente al 99.98 %, con una casilla incapaz de instalarse en Veracruz —abierta poco después, con siete horas de retraso— y diez en las que se había decidido la suspensión definitiva de la votación, «ocho de ellos por violencia y/o riesgo de violencia en las casillas, y dos de ellos por robo y/o destrucción de la documentación y materiales». Además, se registraban 876 incidentes —incluyendo 370 casos en los que se permitió el voto de personas no registradas en la lista nominal, 76 cambios justificados de sitios de casilla y 77 con propaganda en el interior o exterior de los centros de votación— y la Fiscalía Especializada para la Atención de los Delitos Electorales acumulaba catorce denuncias relacionadas con el referéndum.

Interior de una casilla durante el plebiscito en Ciudad de México.

Por otra parte, partidos de oposición denunciaron acarreo de votos —de lo que también se acusó al presidente de Morena, Mario Delgado—, mientras que Morena acusó al INE de que «sistemáticamente se han opuesto a la soberanía nacional». También se denunciaron casillas con ubicaciones erróneas, cambio de lugar sin causa justificada, uso de papeletas falsas —en Soledad de Graciano Sánchez— y hostilidades en Oaxaca y Estado de México, así como víctimas mortales por el accidente de un vehículo que trasladaba personas que se dirigían a su casilla en Chiapas. Las casillas cerraron en la mayor parte del país a las 18:00 hora del centro de México, excepto en Baja California Sur, Nayarit, Sinaloa y Chihuahua que lo hicieron una hora después, para dar pie al conteo de los votos; hasta las 17:00 horas, se cifraban en 7787 los sufragios de mexicanos en el extranjero. Más tarde, en una nueva actualización, la Fiscalía elevó a quince las denuncias de irregularidades en el proceso, de las que solo tres se correspondían con la jornada de votación, y el INE aumentó a dieciséis las casillas en las que se suspendió la votación por inseguridad.
Luego del cierre de los centros de votación, El Financiero dio a conocer su encuesta de salida, basada en unas dos mil entrevistas, que arrojó que alrededor de nueve de cada diez votantes optó por la continuidad de López Obrador en la presidencia. En torno a las 20:00 horas, dieron inicio los cómputos de los votos por parte del ente electoral. Con corte a las 20:30 horas, el INE cifró en 57 448 las casillas instaladas, equivalente al 100 % de las proyectadas, así como 1704 incidentes, «resueltos satisfactoriamente» un 43,5 %, entre los que se enlistaron veinte casos por suspensión definitiva de la votación, doce por violencia o riesgo de violencia en Estado de México, Chiapas y Jalisco, cuatro por robo o destrucción de material electoral en Michoacán y Chiapas, y cuatro por otras causas en Chiapas. También se reportó la participación de 14 406 observadores electorales y representantes partidistas del Partido Acción Nacional (PAN) en 18.68 % de las casillas, del Partido Verde Ecologista de México (PVEM) en 1,55 %, del Partido del Trabajo (PT) en 8,83 % y de Morena en 82.46 %.

### Resultados

Participación por entidad federativa en la consulta de revocación de mandato.

Alrededor de las 20:00 horas del 10 de abril, el INE reportó los resultados del voto en el extranjero, que contó con una participación del 46,53 % de los mexicanos residentes en el extranjero habilitados: 6324 sufragios en favor de «Que siga en la Presidencia de la República» —76,31 %—, 1915 por «Que se le revoque el mandato por pérdida de la confianza» —23,13 %— y 48 votos nulos —0,57 %—. Pasadas las 21:00 horas, el instituto dio a conocer los resultados del conteo rápido que arrojó —con base en 1753 casillas de una muestra de 1800, es decir 95.8 %— una participación estimada de entre 17,0 % y 18,2 %, con una amplia mayoría en favor de la opción «Que siga» de entre 90,3 % y 91,9 %, frente al respaldo por la revocación con entre 6,4 % y 7,8 % y entre 1,6 y 2,1 % de sufragios nulos, con lo que no serían vinculatorios por no lograr el 40 % de participación requerido por la ley.
Un día después, el INE informó en conferencia de prensa que más del 80 % de las casillas se había instalado «sin tomar electores de la fila, es decir, se instalaron a cargo de ciudadanas y ciudadanos que fueron sorteados y capacitados para tal efecto», mientras que en 1,08 % había sido necesario sustituir al presidente de casilla. Con respecto a sus ubicaciones, se indicó que 60 % de los ciudadanos pudieron votar en su sección sede; de los 57 448 centros de votación instalados, en veinticuatro se suspendió la votación por hechos de violencia y en cuatro de esos casos —en el municipio de Palenque— se destruyeron o robaron los paquetes electorales, por lo que no había podido ser contabilizados en los cómputos.
Con respecto a la participación, los estados con mayor asistencia a las urnas fueron Tabasco, Chiapas, Campeche, Veracruz y Tlaxcala, mientras que las entidades de Jalisco, Aguascalientes, Durango y Guanajuato tuvieron la menor participación, rondando entre el 9 y el 9,5 %. El sistema de cómputo de los sufragios completó el 100 % de las actas esperadas a las 17:53 horas del día siguiente de la consulta. Unas horas después, el INE realizó la declaratoria de resultados, con lo que reportó —coincidiendo con su conteo rápido— una participación de 16,5 millones de personas —17,77 %—, de las que 15,1 millones optaron por «Que siga en la Presidencia de la República» y 1.06 millones por «Que se le revoque el mandato por pérdida de la confianza».
|  | 91,86 % |

|  | 6,44 % |

|  | 1,70 % |

|  | 100,00 % |

|  | 17,77 % |

#### Resultados por entidad federativa
|  | 10,87 % |

|  | 88,13 % |

|  | 1,00 % |

|  | 9,28 % |

|  | 6,34 % |

|  | 92,56 % |

|  | 1,11 % |

|  | 13,23 % |

|  | 5,71 % |

|  | 93.09 % |

|  | 1,19 % |

|  | 14,35 % |

|  | 3,46 % |

|  | 95,03 % |

|  | 1,51 % |

|  | 27,82 % |

|  | 3,50 % |

|  | 94,34 % |

|  | 2,16 % |

|  | 32,13 % |

|  | 7,70 % |

|  | 90,64 % |

|  | 1,66 % |

|  | 11,20 % |

|  | 10,36 % |

|  | 88,22 % |

|  | 1,43 % |

|  | 19,74 % |

|  | 4,43 % |

|  | 94,43 % |

|  | 1,14 % |

|  | 15,78 % |

|  | 4,57 % |

|  | 94,04 % |

|  | 1,39 % |

|  | 15,67 % |

|  | 6,79 % |

|  | 91,91 % |

|  | 1,30 % |

|  | 10,83 % |

|  | 9,47 % |

|  | 88,98 % |

|  | 1,54 % |

|  | 16,06 % |

|  | 9,39 % |

|  | 88,65 % |

|  | 1,96 % |

|  | 9,48 % |

|  | 2.71 % |

|  | 95.53 % |

|  | 1.76 % |

|  | 24.41 % |

|  | 5,05 % |

|  | 92,69 % |

|  | 2,27 % |

|  | 20,40 % |

|  | 11,29 % |

|  | 87,48 % |

|  | 1,23 % |

|  | 9,06 % |

|  | 6,26 % |

|  | 91,98 % |

|  | 1,76 % |

|  | 14,01 % |

|  | 5,53 % |

|  | 93,27 % |

|  | 1,19 % |

|  | 18,73 % |

|  | 4,23 % |

|  | 94,28 % |

|  | 1,49 % |

|  | 20.07 % |

|  | 15,48 % |

|  | 83,52 % |

|  | 1,00 % |

|  | 10,76 % |

|  | 3,39 % |

|  | 94,75 % |

|  | 1,87 % |

|  | 23,59 % |

|  | 6,48 % |

|  | 90,85 % |

|  | 2,67 % |

|  | 19,68 % |

|  | 9,36 % |

|  | 89,17 % |

|  | 1,47 % |

|  | 10,73 % |

|  | 4,08 % |

|  | 94,93 % |

|  | 0,99 % |

|  | 21,46 % |

|  | 6,32 % |

|  | 91,17 % |

|  | 2,51 % |

|  | 16,71 % |

|  | 3,24 % |

|  | 95,61 % |

|  | 1,15 % |

|  | 19,21 % |

|  | 4,08 % |

|  | 94,98 % |

|  | 0,94 % |

|  | 13,92 % |

|  | 1,52 % |

|  | 97,26 % |

|  | 1,22 % |

|  | 35,94 % |

|  | 5,03 % |

|  | 93,62 % |

|  | 1,34 % |

|  | 17,93 % |

|  | 5,59 % |

|  | 92,86 % |

|  | 1,55 % |

|  | 24,91 % |

|  | 4,56 % |

|  | 93,13 % |

|  | 2,30 % |

|  | 26,89 % |

|  | 3,82 % |

|  | 94,65 % |

|  | 1,53 % |

|  | 21,54 % |

|  | 8,18 % |

|  | 89,71 % |

|  | 2,11 % |

|  | 14,21 % |

|  | 6,44 % |

|  | 91,86 % |

|  | 1,69 % |

|  | 17,77 % |

### Reacciones

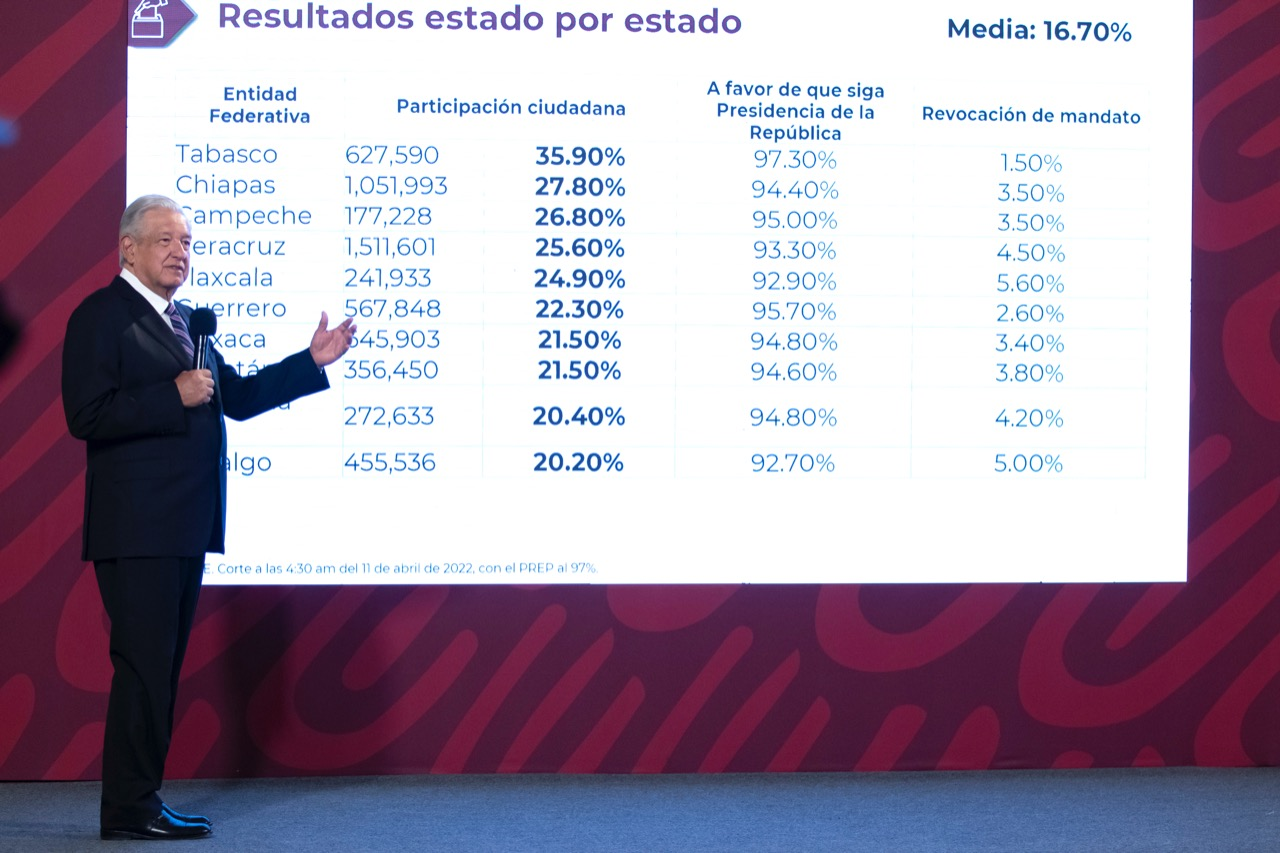
López Obrador durante su conferencia de prensa diaria, el 11 de abril, con los resultados preliminares de la consulta.

Luego de concluir el proceso de votación, el presidente nacional del Partido Revolucionario Institucional (PRI), Alejandro Moreno Cárdenas, afirmó que pudo haber sido «un proceso histórico de democracia participativa, [pero] desafortunadamente Morena lo convirtió en una burla». En contraste, los gobernadores y la jefa de Gobierno pertenecientes a Morena publicaron un desplegado en el que celebraban «el éxito de la jornada de revocación de mandato» y acusaban al ente electoral de «evitar la participación de pueblo». Además, el dirigente de ese partido, Delgado, consideró que el plebiscito fue un «éxito para nuestra democracia, queremos felicitar al pueblo de mexicano que mantiene esta insurrección pacífica y democrática. Nuestra democracia cambió para siempre y se coloca como una de las más avanzadas en el mundo». Por su parte, el consejero presidente del INE, Lorenzo Córdova Vianello, afirmó: «[La consulta fue] un éxito gracias a la ciudadanía y a su INE. Nuestro sistema electoral volvió a funcionar y funcionó muy bien gracias a la ciudadanía», al tiempo que aseguró que el resultado «no [era] comparable con otros ejercicios», como la consulta popular de agosto de 2021.
Cerca de la medianoche, López Obrador difundió un mensaje por redes sociales en el que sostenía que se trató de una «noche trascendente» y se decía «muy contento porque a pesar de los pesares mucha gente salió a votar el día de hoy». «Una consulta para preguntarle a los ciudadanos si deseaban o no que continuara el Presidente de la República. Es algo inédito y es un paso adelante en el propósito de hacer valer nuestra democracia», indicó y, sobre los resultados, agregó: «Me quedo y vamos a continuar con la transformación». Al día siguiente, el mandatario planteó reducir el porcentaje necesario para hacer vinculatorias las consultas «a que no sea el 40, que sea el 30 y si se puede el 20 %». También insistió en acusar al INE en boicotear el plebiscito que, sin embargo, consideró un «éxito completo». «La gente actuó con mucha responsabilidad, millones de mexicanos. Estamos ante un hecho histórico, es algo inédito en la historia de nuestro país, por primera vez se hace una consulta a los ciudadanos para que decidan sobre el Gobierno del presidente», agregó.